# 佐世保市

アルカスSASEBO

佐世保市（させぼし、させほし）は、長崎県の北部地方にある市。長崎県北部の最大都市であり、県内では長崎市に次ぐ第二都市。九州では9番目に多い人口を擁し、中核市及び保健所政令市の指定を受けている。中心部にはオフィスビル、高層ビル、タワーマンションが密集しているため、偏重都市となっている。

## 概要
明治時代に入り東彼杵郡最北端の寒村にすぎなかった佐世保村に日本海軍の鎮守府（佐世保鎮守府）や海軍工廠（佐世保海軍工廠）が設置され、それ以降は造船および軍港の町・軍都として発展した。第二次世界大戦終結後から現在にいたるまでも、海上自衛隊佐世保基地及び在日米海軍佐世保基地が所在しており、海上防衛の重要な拠点となっている。
また、西海国立公園（烏帽子岳・弓張岳）や日本最大級のテーマパークであるハウステンボスに代表される観光都市でもある。市制施行当時の市域は旧東彼杵郡 佐世保村のみで 、市民の8割が隣の佐賀県からの移住者であった。その後の合併により早岐地域など旧東彼杵郡の一部、相浦地域など旧北松浦郡の一部地域も市域に含む。長崎市とは離れているため、経済圏は異なる。

## 地理
| 佐世保港 |  | 九十九島 |
| 佐世保港 |  | 九十九島 |

佐世保市中心部周辺の空中写真。
2016年4月30日撮影の20枚を合成作成。。

九州地方の北西端にして長崎県の北部、北松浦半島の付け根から同半島の中南部までの地域を主な市域とする。位置的には長崎市の北北西約50km（陸路における最短距離は約60km）である。市域西側・南西部・南部で海に面しており、市域東側では佐賀県と県境を接している。また、2006年に五島列島北端の旧北松浦郡宇久町と合併したことにより、離島部にも市の範囲が広がっている。
長崎市ほどではないが、坂の多い町並みが特徴である。市域中央部の中心市街地まで山地が迫っているため、自転車の利用は少ない。市域中西部の相浦地域や南部の早岐地域にも市街地がある。
佐世保の上空は、烏帽子岳を代表として、東西南北へ行き交う渡り鳥の十字路にもなっている。
神崎鼻公園には「日本本土最西端の地」碑がある。
- 山
  - 弓張岳・将冠岳・但馬岳・烏帽子岳・隠居岳・木場岳・国見山・愛宕山（相浦地域）・冷水岳（旧北松浦郡小佐々町）
- 川
  - 佐世保川・日宇川・小森川・相浦川・佐々川・江迎川
- ダム
  - 下の原ダム・山の田水源池・川谷ダム・転石ダム・相当ダム・菰田ダム・岡本貯水池・宇久ダム

### 島嶼
- 針尾島・江上大島 - 早岐瀬戸を挟んで九州本土と隣接し、佐世保湾と大村湾を隔てる。橋で九州本土と針尾島、および針尾島と江上大島が繋がっている。
- 九十九島 - 北松浦半島の西側沖合いに多数の小さな無人島が点在し、西海国立公園となっている。
  - 高島 - 九十九島の有人島。ちくわが名産。
  - 黒島 - 九十九島西端の有人島。
  - 前島・鼕泊島（とうどまりじま） - 九十九島の有人島（旧北松浦郡小佐々町）。1972年（昭和47年）に九州本土と架橋された。
- 宇久島 - 本土から50km以上離れた五島列島北端の島。2006年（平成18年）に旧北松浦郡宇久町が編入合併されたことにより市域となった。
  - 寺島 - 宇久島の南西3.5kmにある有人島。

### 気候
年平均気温は17.8℃、年間降水量は1853.0mm（2019年）。観測史上の記録は次の通り。
| - 最高気温 38.1℃（2023年8月6日） - 1時間降水量 125.1mm（1967年7月9日） - 24時間降水量 358.9mm（1955年4月15日） - 最大瞬間風速 北の風49.3m（2004年10月20日） | - 最低気温-6.1℃（1977年2月16日） - 日降水量371.8mm（1957年7月25日） - 日最大降雪量12cm（1967年12月29日、1990年1月24日） |

一年を通して気温は概して高く、冬も対馬海流の影響で0度以下になる事は少なく曇天の日が多い。太平洋型と日本海型の中間の気候型である。
梅雨の期間が長く、高温多湿で降水量も多い。梅雨から夏にかけての集中豪雨で、水害が繰り返し起きている。ただし、地形の関係もあって降水量の割に水道事情は苦しく、1994年の平成6年渇水においては翌年にかけて約7ヶ月間に及び当時の市域のほとんど全域において給水制限が行われた。
台風の通り道になることも多い地理条件の位置で台風被害が多い地域である。平成期に1991年（平成3年）9月の台風19号と2006年（平成18年）9月の台風13号では、台風が上陸している。
| 佐世保特別地域気象観測所（佐世保市干尽町、標高4m）の気候 | 佐世保特別地域気象観測所（佐世保市干尽町、標高4m）の気候 | 佐世保特別地域気象観測所（佐世保市干尽町、標高4m）の気候 | 佐世保特別地域気象観測所（佐世保市干尽町、標高4m）の気候 | 佐世保特別地域気象観測所（佐世保市干尽町、標高4m）の気候 | 佐世保特別地域気象観測所（佐世保市干尽町、標高4m）の気候 | 佐世保特別地域気象観測所（佐世保市干尽町、標高4m）の気候 | 佐世保特別地域気象観測所（佐世保市干尽町、標高4m）の気候 | 佐世保特別地域気象観測所（佐世保市干尽町、標高4m）の気候 | 佐世保特別地域気象観測所（佐世保市干尽町、標高4m）の気候 | 佐世保特別地域気象観測所（佐世保市干尽町、標高4m）の気候 | 佐世保特別地域気象観測所（佐世保市干尽町、標高4m）の気候 | 佐世保特別地域気象観測所（佐世保市干尽町、標高4m）の気候 | 佐世保特別地域気象観測所（佐世保市干尽町、標高4m）の気候 |
| 月                                                       | 1月                                                      | 2月                                                      | 3月                                                      | 4月                                                      | 5月                                                      | 6月                                                      | 7月                                                      | 8月                                                      | 9月                                                      | 10月                                                     | 11月                                                     | 12月                                                     | 年                                                       |
| -------------------------------------------------------- | -------------------------------------------------------- | -------------------------------------------------------- | -------------------------------------------------------- | -------------------------------------------------------- | -------------------------------------------------------- | -------------------------------------------------------- | -------------------------------------------------------- | -------------------------------------------------------- | -------------------------------------------------------- | -------------------------------------------------------- | -------------------------------------------------------- | -------------------------------------------------------- | -------------------------------------------------------- |
| 最高気温記録 °C （°F）                                   | 20.3 (68.5)                                              | 22.4 (72.3)                                              | 24.8 (76.6)                                              | 28.4 (83.1)                                              | 31.7 (89.1)                                              | 36.2 (97.2)                                              | 37.6 (99.7)                                              | 38.1 (100.6)                                             | 37.5 (99.5)                                              | 33.0 (91.4)                                              | 27.9 (82.2)                                              | 23.9 (75)                                                | 38.1 (100.6)                                             |
| 平均最高気温 °C （°F）                                   | 10.5 (50.9)                                              | 11.7 (53.1)                                              | 15.1 (59.2)                                              | 19.6 (67.3)                                              | 23.8 (74.8)                                              | 26.5 (79.7)                                              | 30.1 (86.2)                                              | 31.8 (89.2)                                              | 28.7 (83.7)                                              | 24.0 (75.2)                                              | 18.5 (65.3)                                              | 12.9 (55.2)                                              | 21.1 (70)                                                |
| 日平均気温 °C （°F）                                     | 7.0 (44.6)                                               | 7.8 (46)                                                 | 11.0 (51.8)                                              | 15.3 (59.5)                                              | 19.7 (67.5)                                              | 23.0 (73.4)                                              | 26.8 (80.2)                                              | 28.0 (82.4)                                              | 24.8 (76.6)                                              | 20.0 (68)                                                | 14.4 (57.9)                                              | 9.2 (48.6)                                               | 17.2 (63)                                                |
| 平均最低気温 °C （°F）                                   | 3.6 (38.5)                                               | 4.1 (39.4)                                               | 7.2 (45)                                                 | 11.3 (52.3)                                              | 15.8 (60.4)                                              | 20.0 (68)                                                | 24.4 (75.9)                                              | 25.2 (77.4)                                              | 21.8 (71.2)                                              | 16.4 (61.5)                                              | 10.5 (50.9)                                              | 5.7 (42.3)                                               | 13.8 (56.8)                                              |
| 最低気温記録 °C （°F）                                   | −4.9 (23.2)                                              | −6.1 (21)                                                | −3.9 (25)                                                | −0.4 (31.3)                                              | 5.7 (42.3)                                               | 11.6 (52.9)                                              | 14.2 (57.6)                                              | 17.1 (62.8)                                              | 10.0 (50)                                                | 4.8 (40.6)                                               | 0.4 (32.7)                                               | −3.3 (26.1)                                              | −6.1 (21)                                                |
| 降水量 mm （inch）                                       | 63.4 (2.496)                                             | 81.1 (3.193)                                             | 120.7 (4.752)                                            | 152.9 (6.02)                                             | 171.1 (6.736)                                            | 328.9 (12.949)                                           | 342.2 (13.472)                                           | 255.4 (10.055)                                           | 195.6 (7.701)                                            | 98.6 (3.882)                                             | 101.6 (4)                                                | 77.5 (3.051)                                             | 1,989 (78.307)                                           |
| 平均降水日数 （≥0.5 mm）                                 | 10.2                                                     | 9.4                                                      | 11.2                                                     | 10.4                                                     | 9.7                                                      | 13.7                                                     | 12.9                                                     | 11.4                                                     | 10.1                                                     | 6.9                                                      | 8.8                                                      | 9.2                                                      | 123.8                                                    |
| % 湿度                                                   | 63                                                       | 62                                                       | 63                                                       | 66                                                       | 70                                                       | 78                                                       | 79                                                       | 76                                                       | 71                                                       | 65                                                       | 66                                                       | 62                                                       | 68                                                       |
| 平均月間日照時間                                         | 111.5                                                    | 128.2                                                    | 167.2                                                    | 183.2                                                    | 197.2                                                    | 128.2                                                    | 165.6                                                    | 209.0                                                    | 177.6                                                    | 188.6                                                    | 142.1                                                    | 122.0                                                    | 1,922.9                                                  |
| 出典：気象庁 (平均値：1991年-2020年、極値：1946年-現在)  |                                                          |                                                          |                                                          |                                                          |                                                          |                                                          |                                                          |                                                          |                                                          |                                                          |                                                          |                                                          |                                                          |

### 隣接している自治体
長崎県
- 松浦市・平戸市・北松浦郡佐々町・同郡小値賀町(陸続きではないが、海を挟んで隣接している)・東彼杵郡川棚町・同郡波佐見町・西海市（陸続きではないが、西海橋、新西海橋でつながる）

佐賀県
- 伊万里市・西松浦郡有田町

## 地域

### 人口
| |                                          |  |
| 佐世保市と全国の年齢別人口分布（2005年） | 佐世保市の年齢・男女別人口分布（2005年） |  |
| ■紫色 ― 佐世保市 ■緑色 ― 日本全国 | ■青色 ― 男性 ■赤色 ― 女性                |  |
| 佐世保市（に相当する地域）の人口の推移 \| 1970年（昭和45年） \| 287,936人 \| \| \| 1975年（昭和50年） \| 288,368人 \| \| \| 1980年（昭和55年） \| 288,231人 \| \| \| 1985年（昭和60年） \| 287,349人 \| \| \| 1990年（平成2年） \| 280,261人 \| \| \| 1995年（平成7年） \| 279,551人 \| \| \| 2000年（平成12年） \| 274,399人 \| \| \| 2005年（平成17年） \| 269,574人 \| \| \| 2010年（平成22年） \| 261,101人 \| \| \| 2015年（平成27年） \| 255,439人 \| \| \| 2020年（令和2年） \| 243,223人 \| \| |                                          |  |
| 総務省統計局 国勢調査より |                                          |  |
| 1970年（昭和45年） | 287,936人                                |  |
| 1975年（昭和50年） | 288,368人                                |  |
| 1980年（昭和55年） | 288,231人                                |  |
| 1985年（昭和60年） | 287,349人                                |  |
| 1990年（平成2年） | 280,261人                                |  |
| 1995年（平成7年） | 279,551人                                |  |
| 2000年（平成12年） | 274,399人                                |  |
| 2005年（平成17年） | 269,574人                                |  |
| 2010年（平成22年） | 261,101人                                |  |
| 2015年（平成27年） | 255,439人                                |  |
| 2020年（令和2年） | 243,223人                                |  |

### 地名
2010年4月時点で310の町名を設置している。
旧市内の地名は佐世保市の地名参照。それ以外の地区は各地区のページを参照のこと。

### 地域区分
下記は市役所の支所・行政センターをもとにした区分である（2012年8月以降行政センターは宇久のみ）。
- 市役所本庁管内（旧市内）
- 日宇地域
- 早岐地域
- 三川内地域

- 宮
- 江上
- 針尾
- 柚木

- 大野
- 中里皆瀬地域
- 相浦地域
- 黒島

- 世知原
- 吉井
- 小佐々
- 宇久

- 江迎
- 鹿町

## 歴史
現在の佐世保市中心部は、かつては隣接する相浦地域・早岐地域の郊外地であったが、明治時代に入り、東郷平八郎を乗せた軍艦二隻が調査の為に佐世保を訪れた事から軍港都市としての歴史は幕開けした。その後、旧海軍四軍港（横須賀・呉・佐世保・舞鶴）の一つとして鎮守府が置かれ、それ以降は海上防衛の拠点として発展していった。歴史的にも珍しい潜水空母である伊401は、佐世保工廠で建造された。また、当時世界最大の軍艦であった弩級戦艦大和級二番艦武蔵は、工事の為に一度だけ寄港した事がある。

### 行政区域の変遷

#### 明治
- 1871年（明治4年） - 廃藩置県の際、平戸藩（松浦藩）に代わる平戸県に属した。
- 1878年（明治11年）10月28日 - 郡区町村編制法施行。佐世保村は東彼杵郡の管轄下となる。
- 1889年（明治22年）4月1日 - 町村制施行により、現在の市域にあたる以下の村が発足[3]。〔〕は合併を行った村。他は単独での村制施行。
  - 東彼杵郡
    - 佐世保村、日宇村、早岐村、広田村、折尾瀬村、江上村、崎針尾村、宮村

  - 北松浦郡
    - 山口村〔←相神浦山口村・相神浦新田村〕、中里村、皆瀬村、大野村、柚木村〔←柚木村・里美村〕、黒島村、世知原村、吉井村〔←吉田村・福井村〕、小佐々村、平村、神浦村、江迎村〔←長坂村・猪調村〕、鹿町村（ししまちむら）
- 1902年（明治35年）4月1日 - 佐世保村が市制施行し、佐世保市となる（当時の人口45,766人）。同日、佐世保村の北部（横尾免、山中免、熊ヶ倉免の各全域および折橋免のうち字山ノ田）を分離し、東彼杵郡佐世村が発足[14][4]。

#### 大正
- 1923年（大正12年）4月1日 - 早岐村が町制施行し、早岐町となる。

#### 昭和
- 1927年（昭和2年）4月1日
  - 東彼杵郡佐世村、日宇村を佐世保市に編入。
  - 広田村を早岐町に編入。
- 1930年（昭和5年）4月3日 - 山口村が町制施行し、相浦町となる。
- 1938年（昭和13年）4月1日 - 北松浦郡相浦町を佐世保市に編入。
- 1940年（昭和15年）
  - 4月1日 - 江迎村が町制施行し、 江迎町となる。
  - 4月17日 - 大野村が町制施行し、大野町となる。
  - 11月3日 - 世知原村が町制施行し、世知原町となる。
- 1942年（昭和17年）5月27日 - 北松浦郡大野町、皆瀬村、中里村、および東彼杵郡早岐町を佐世保市に編入。
- 1947年（昭和22年）10月1日 - 鹿町村が町制施行し、鹿町町となる。
- 1949年（昭和24年）8月1日 - 平村が町制施行し、平町となる。
- 1950年（昭和25年）5月3日 - 小佐々村が町制施行し、小佐々町となる。
- 1951年（昭和26年）12月1日 - 吉井村が町制施行し、吉井町となる。
- 1954年（昭和29年）4月1日 - 北松浦郡柚木村、黒島村を佐世保市に編入。
- 1955年（昭和30年）
  - 4月1日
    - 東彼杵郡折尾瀬村、江上村、崎針尾村を佐世保市に編入。
    - 平町と神浦村が対等合併し、宇久町が発足。
- 1958年（昭和33年）
  - 8月1日 - 東彼杵郡宮村を佐世保市に編入。人口は約26万5千人、面積は約248平方kmとなる。
  - 10月1日 - 鹿町町が「ししまちちょう」から「しかまちちょう」と改称。

#### 平成
- 2001年（平成13年）4月1日 - 特例市に移行。
- 2005年（平成17年）4月1日 - 北松浦郡吉井町、世知原町を佐世保市に編入し、人口約24万8千人・面積約307平方kmとなる。
- 2006年（平成18年）3月31日 - 北松浦郡小佐々町、宇久町を佐世保市に編入し、人口約25万8千人・面積約364平方kmとなる。
- 2010年（平成22年）3月31日 - 北松浦郡江迎町、鹿町町を佐世保市に編入。
- 2012年（平成24年）8月1日 - 合併地域に設置していた各行政センターを宇久を除き支所に再編[15]。
- 2016年（平成28年）4月1日 - 中核市に移行。
- 2019年（平成31年）1月 - 佐世保市を連携中枢都市とした『西九州させぼ広域都市圏』を発足[16]。

## 行政

### 市政

#### 市長
| 代 | 氏名               | 就任年月日     | 退任年月日     | 備考 |
| -- | ------------------ | -------------- | -------------- | ---- |
| 1  | 渡邊修             | 1902年9月6日   | 1906年4月27日  |      |
| 2  | 内田政彦           | 1906年8月27日  | 1912年8月26日  |      |
| 3  | 内田政彦           | 1912年9月4日   | 1916年9月3日   |      |
| 4  | 加藤八太郎         | 1916年10月14日 | 1920年10月13日 |      |
| 5  | 筬島桂太郎         | 1921年8月12日  | 1925年8月11日  |      |
| 6  | 相賀照郷           | 1926年6月29日  | 1930年6月28日  |      |
| 7  | 御厨規三           | 1930年9月10日  | 1934年9月9日   |      |
| 8  | 相賀照郷           | 1934年11月7日  | 1938年11月6日  |      |
| 9  | 相賀照郷           | 1938年11月7日  | 1940年3月29日  |      |
| 10 | 小浦総平           | 1940年8月5日   | 1942年4月9日   |      |
| 11 | 小浦総平           | 1942年5月6日   | 1946年5月5日   |      |
| 12 | 中田正輔(名誉市民) | 1946年8月21日  | 1947年4月7日   |      |

| 代 | 氏名                    | 就任年月日    | 退任年月日    | 備考 |
| -- | ----------------------- | ------------- | ------------- | ---- |
| 13 | 中田正輔                | 1947年4月8日  | 1951年4月4日  |      |
| 14 | 中田正輔                | 1951年4月25日 | 1955年4月2日  |      |
| 15 | 山中辰四郎 （名誉市民） | 1955年4月30日 | 1959年4月29日 |      |
| 16 | 山中辰四郎 （名誉市民） | 1959年4月30日 | 1963年4月29日 |      |
| 17 | 辻一三 （名誉市民）     | 1963年4月30日 | 1967年4月29日 |      |
| 18 | 辻一三 （名誉市民）     | 1967年4月30日 | 1971年4月29日 |      |
| 19 | 辻一三 （名誉市民）     | 1971年4月30日 | 1975年4月29日 |      |
| 20 | 辻一三 （名誉市民）     | 1975年4月30日 | 1979年4月29日 |      |
| 21 | 桟熊獅                  | 1979年4月30日 | 1983年4月29日 |      |
| 22 | 桟熊獅                  | 1983年4月30日 | 1987年4月29日 |      |
| 23 | 桟熊獅                  | 1987年4月30日 | 1991年4月29日 |      |
| 24 | 桟熊獅                  | 1991年4月30日 | 1995年4月29日 |      |
| 25 | 光武顕                  | 1995年4月30日 | 1999年4月29日 |      |
| 26 | 光武顕                  | 1999年4月30日 | 2003年4月29日 |      |
| 27 | 光武顕                  | 2003年4月30日 | 2007年4月29日 |      |
| 28 | 朝長則男                | 2007年4月30日 | 2011年4月29日 |      |
| 29 | 朝長則男                | 2011年4月30日 | 2015年4月29日 |      |
| 30 | 朝長則男                | 2015年4月30日 | 2019年4月29日 |      |
| 31 | 朝長則男                | 2019年4月30日 | 2023年4月29日 |      |
| 32 | 宮島大典                | 2023年4月30日 | 現職          |      |

##### 市長選挙結果
2023年（令和5年）4月23日執行選挙までは統一地方選挙で行われている。
2007年（平成19年）4月22日執行※当日有権者数：205,202人 最終投票率：66.81%（前回比：+6.58pts）
| 候補者名 | 年齢 | 所属党派 | 新旧別 | 得票数   | 得票率 | 推薦・支持         |
| -------- | ---- | -------- | ------ | -------- | ------ | ------------------ |
| 朝長則男 | 58   | 無所属   | 新     | 68,809票 | 51.1%  | 自由民主党・公明党 |
| 野口日朗 | 62   | 無所属   | 新     | 59,631票 | 44.3%  |                    |
| 前川雅夫 | 61   | 無所属   | 新     | 6,268票  | 4.7%   |                    |

2011年（平成23年）4月24日執行※当日有権者数：210,633人 最終投票率：60.19%（前回比：-6.62pts）
| 候補者名 | 年齢 | 所属党派 | 新旧別 | 得票数    | 得票率 | 推薦・支持 |
| -------- | ---- | -------- | ------ | --------- | ------ | ---------- |
| 朝長則男 | 62   | 無所属   | 現     | 100,442票 | 79.2%  |            |
| 前川雅夫 | 65   | 無所属   | 新     | 22,793票  | 17.9%  |            |

2015年（平成23年）4月26日執行
無投票（当選者：朝長則男）
2019年（平成31年）4月21日執行※当日有権者数：205,114人 最終投票率：50.11%（前回比：-10.08pts）
| 候補者名 | 年齢 | 所属党派 | 新旧別 | 得票数   | 得票率 | 推薦・支持 |
| -------- | ---- | -------- | ------ | -------- | ------ | ---------- |
| 朝長則男 | 70   | 無所属   | 現     | 78,313票 | 78.2%  |            |
| 田中隆治 | 75   | 無所属   | 新     | 21,877票 | 21.8%  |            |

2023年（令和5年）4月23日執行※当日有権者数：196,449人 最終投票率：52.88%（前回比：2.77pts）
| 候補者名   | 年齢 | 所属党派 | 新旧別 | 得票数   | 得票率 | 推薦・支持 |
| ---------- | ---- | -------- | ------ | -------- | ------ | ---------- |
| 宮島大典   | 59   | 無所属   | 新     | 54,073票 | 53.0%  |            |
| 橋之口裕太 | 39   | 無所属   | 新     | 43,525票 | 42.7%  | 自由民主党 |
| 田中隆治   | 79   | 無所属   | 新     | 4,376票  | 4.3%   |            |

#### 行政機構
市長部局
- 総務部
  - 東京事務所（東京都千代田区）
- 港湾部
- 環境部
- 農水商工部
  - 佐世保市地方卸売市場
- 企画部
  - 宇久行政センター
- 市民生活部
  - 支所（市内16か所）
- 消防局

行政委員会
- 教育委員会
  - 佐世保市立図書館
  - 佐世保市博物館島瀬美術センター
  - 佐世保市民会館
  - 佐世保市少年科学館
  - 中央公民館
  - 地区公民館（市内23ヶ所）

地方公営企業
- 佐世保市水道局

#### 広域行政
- 佐世保地域広域市町村圏組合 - 2市5町で構成され、組合管理者は佐世保市長であった。2009年（平成21年）3月に解散した。

#### 消防
- 佐世保市消防局
  - 中央消防署
  - 東消防署
  - 西消防署

#### 保健福祉

##### 保健
- 佐世保市中央保健福祉センター（佐世保市保健所・佐世保市福祉事務所）[注釈 2]

##### 医療

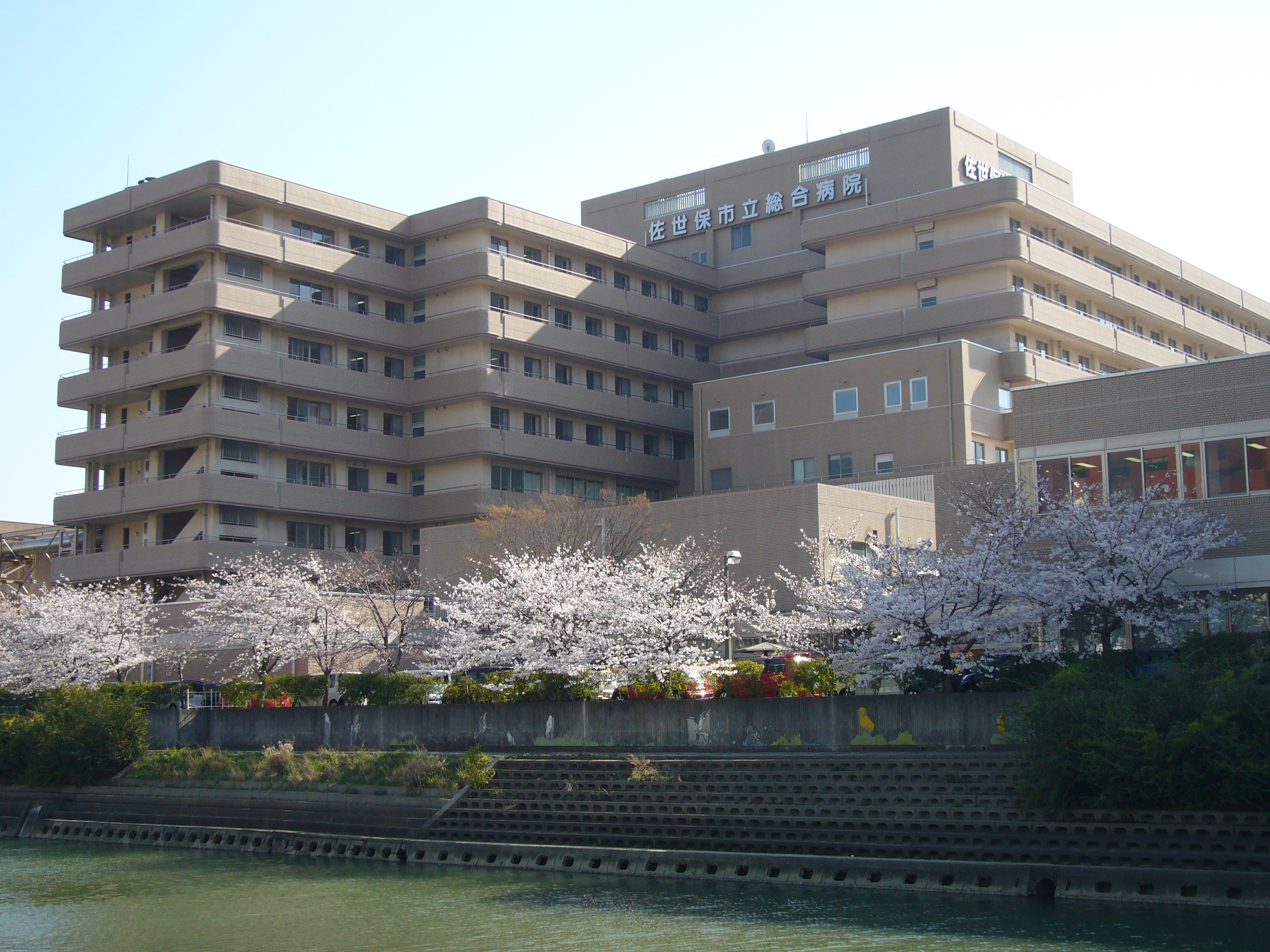
佐世保市総合医療センター

- 佐世保市総合医療センター
- 国家公務員共済組合連合会佐世保共済病院
- 佐世保中央病院
- 長崎労災病院
- 北松中央病院

#### 姉妹都市・提携都市
- 九重町（大分県玖珠郡）
  - 1991年7月26日姉妹都市提携。
- アルバカーキ市（アメリカ合衆国 ニューメキシコ州）
  - 1966年11月1日姉妹都市提携
- コフスハーバー市（オーストラリア連邦 ニューサウスウェールズ州）
  - 1988年6月6日姉妹都市提携
- 廈門市（中華人民共和国 福建省）
  - 1983年10月28日姉妹都市提携
- 瀋陽市（中華人民共和国 遼寧省）
  - 2011年5月31日友好交流都市締結
- サンディエゴ港（アメリカ合衆国 カリフォルニア州 サンディエゴ市）
  - 1982年10月20日佐世保港と姉妹港提携
- 坡州市（大韓民国 京畿道）
  - 2008年11月6日国際親善都市提携

### 県政の所管
- 県北振興局 - ただし、保健部（県北保健所）は所管外。佐世保市保健所を設置しているため。
- 佐世保子ども・女性・障害者支援センター

#### 警察
長崎県警察が以下の警察署を設置している。
- 佐世保警察署
- 早岐警察署
- 相浦警察署
- 江迎警察署
- 宇久島（旧宇久町）は新上五島警察署の管轄（警察署所在地は南松浦郡新上五島町）

### 国政
- 法務省
  - 長崎地方法務局佐世保支局
  - 佐世保刑務所
  - 佐世保学園
  - 長崎保護観察所佐世保駐在官事務所
  - 長崎地方検察庁佐世保支部
  - 佐世保区検察庁
- 財務省
  - 福岡財務支局長崎財務事務所佐世保出張所
  - 長崎税関佐世保税関支署
  - 国税庁福岡国税局佐世保税務署
- 厚生労働省
  - 長崎労働局佐世保労働基準監督署
  - 長崎労働局佐世保公共職業安定所（ハローワーク佐世保）
  - 長崎労働局江迎公共職業安定所（ハローワーク江迎）
- 農林水産省
  - 林野庁九州森林管理局長崎森林管理署世知原森林事務所
- 国土交通省
  - 九州地方整備局長崎河川国道事務所佐世保国道維持出張所
  - 九州地方整備局長崎港湾・空港整備事務所佐世保港分室
  - 九州運輸局長崎運輸支局佐世保海事事務所
  - 九州運輸局長崎運輸支局佐世保自動車検査登録事務所
  - 海上保安庁第七管区海上保安本部佐世保海上保安部
- 環境省
  - 九州地方環境事務所佐世保自然保護官事務所
- 裁判所
  - 長崎地方裁判所佐世保支部
  - 長崎家庭裁判所佐世保支部
  - 佐世保簡易裁判所
  - 佐世保検察審査会

#### 国防
1883年（明治16年）に東郷平八郎少佐が海軍軍艦「第二丁卯」に測量団を乗せて訪れ、天然の良港として軍港を設置して以来、のちの四大鎮守府の一つとなった佐世保は戦時中にも朝鮮半島や中国大陸にも近い帝国海軍基地の軍港として重要な拠点であった。やつでの葉のような形状と佐世保の文字から古くは「葉港」と呼ばれた（サセボのサが草冠、佐世保の世、木という漢字をくずしてホ、三つを組み合わせて葉になることから）。第二次世界大戦後は陸上自衛隊、海上自衛隊の各教育隊や米軍基地が置かれた。現在でも佐世保港には自衛隊の護衛艦、米軍の艦船が見られ、街では外国人及び制服姿の自衛官を多く見かける。
- 陸上自衛隊相浦駐屯地
  - 水陸機動団
- 海上自衛隊佐世保基地
  - 第2護衛隊群
  - 佐世保地方総監部
  - 教育隊など
- 在日米海軍佐世保基地
- 防衛省九州防衛局佐世保防衛事務所
- 自衛隊長崎地方協力本部佐世保出張所

#### 国際機関
国連指定港湾（アメリカ海軍佐世保基地港湾）

#### 海外から佐世保に配備された・訪れた空母・戦艦
- アメリカ合衆国
  - 原子力空母ジョン・C・ステニス(105,500トン)
  - 原子力空母エイブラハム・リンカーン(104,263トン)
  - 原子力空母ジョージ・ワシントン(104,178トン)
  - 原子力空母ロナルド・レーガン(101,429トン)
  - 原子力空母カール・ビンソン(101,264トン)
  - 原子力空母ニミッツ(100,020トン)
  - 原子力空母エンタープライズ(93,284トン)
  - 通常動力型空母キティホーク(83,301トン)
  - 通常動力型空母ミッドウェイ(64,000トン)
  - 強襲揚陸艦エセックス(40,236トン)
  - 強襲揚陸艦グリーンベイ(24,333トン)
  - 強襲揚陸艦ベローウッド(38,900トン)
  - 強襲揚陸艦ボノム・リシャール(40,500トン)
  - ドック型輸送揚陸艦デンバー(17,000トン)
  - ドック型輸送揚陸艦ニューオーリンズ（2021年配備）
  - 強襲揚陸艦ワスプ(40,532トン)（2018年1月14日配備）
  - 強襲揚陸艦アメリカ（2021年）
  - 戦艦ニュージャージー
  - イージス艦ジョン・エス・マケイン (2020年)
  - 駆逐艦ズムウォルト（近年配備予定）
  - 米海軍第7艦隊の旗艦ブルーリッジ (2019年3月3日)
  - 原子力潜水艦シカゴ
  - 原子力潜水艦サンフランシスコ
  - 原子力潜水艦オリンピア
  - 原子力潜水艦プランジャー
  - 原子力潜水艦ソードフィッシュ
  - 原子力潜水艦ツーソン
  - 原子力潜水艦シャーロット
  - 原子力潜水艦コロンブス
  - 原子力潜水艦コロンビア
  - 原子力潜水艦シードラゴン
  - 原子力潜水艦ヒューストン
  - 原子力潜水艦ルイビル
  - 原子力潜水艦パサデナ
  - 原子力潜水艦サンタフェ
  - 原子力潜水艦ハワイ
  - 原子力潜水艦ラ・ホーヤ
  - 原子力潜水艦ルイヴィル
  - 原子力潜水艦エルキャック
  - 原子力潜水艦アレキサンドリア
  - 原子力潜水艦ノースカロライナ
  - 原子力潜水艦メンフィス
  - 原子力潜水艦アッシュビル
  - 原子力潜水艦テキサス
  - 原子力潜水艦オハイオ
  - 原子力潜水艦キー・ウエスト
  - 原子力潜水艦ブレマートン
  - 原子力潜水艦パサデナ
  - 原子力潜水艦シャイアン（2017年4月21日,2019年1月5日）
  - 原子力潜水艦トピーカ（2018年1月10日）
  - 原子力潜水艦アレキサンドリア(6080トン)  (2018年9月12日)
  - 潜水艦母艦フランク・ケーブル(22,826トン) (2021年11月29日)

- フランス
  - 強襲揚陸艦 ディクスミュード
  - ミサイルフリゲート艦 ヴァンデミエール F734
  - 強襲揚陸艦 ミストラル(21,300トン)（2017年4月29日）
  - 強襲揚陸艦 トネール(16,500トン)（2021年）
  - フリゲート艦 プレリアル (2021年2月20日)
  - フリゲート艦 シュルクーフ (2021年)

- インド
  - ミサイルフリゲート艦 シヴァリック（F47）
  - 補給艦 シャクティー（A57）
  - ミサイル駆逐艦 ランヴィジェ（D55）

- インドネシア
  - インドネシア海軍の練習帆船 ビマ・スチ (2018年10月7日)

- シンガポール
  - シンガポール海軍の揚陸艦「エンデバー」（6千トン） (2019年2月4日)

- タイ
  - タイ王国海軍フリゲート艦 バンパコン(FFG 456) (2019年4月11日)
  - タイ王国海軍フリゲート艦 ナレースワン(FFG 421) (2019年4月11日)

- オーストラリア
  - オーストリア海軍フリゲート艦 パラマッタ(FFH 154) (3,300トン) (2021年6月)

## 議会

### 市議会
- 定数：33名（2020年9月12日現在の議員数：32名）
- 任期：2019年（令和元年）5月3日 - 2023年（令和5年）5月2日[18]
- 議長：崎山信幸（自民党市民会議）
- 副議長：山口裕二（自民党市民会議）

| 会派           | 議席数 | 議員名（◎は代表） |
| -------------- | ------ | --- |
| 自民党市民会議 | 19     | ◎松尾裕幸、田山藤丸、鶴大地、角田隆一郎、橋之口裕太、久保葉人、萩原活、北野正徳、山下廣大、永安健次、湊浩二郎、山口裕二、崎山信幸、林健二、大村哲史、田中稔、草津俊比古、長野孝道、市岡博道 |
| 市民クラブ     | 7      | ◎柴山賢一、松尾俊哉、久野秀敏、永田秀人、小野原茂、古家勉、山下隆良 |
| 公明党         | 4      | ◎森田浩、宮島武雄、佐藤文子、大塚克史 |
| 日本共産党     | 1      | ◎小田徳顕 |
| 歩みの会       | 1      | ◎宮田京子 |
| 計             | 32     | |

※2012年9月27日に条例が改正され、2015年4月26日執行の市議会議員選挙から定数は「36」から「33」に変更された。

### 長崎県議会
- 定数：9名
- 選挙区：佐世保市・北松浦郡選挙区
- 任期：2023年（令和5年）4月30日 - 2027年（令和9年）4月29日[19]

| 議員名     | 会派名               | 当選回数 |
| ---------- | -------------------- | -------- |
| 湊亮太     | 自由民主党           | 1        |
| 宮本法広   | 公明党               | 3        |
| 山下博史   | 自由民主党           | 2        |
| 溝口芙美雄 | 自由民主党           | 6        |
| 山田朋子   | 改革21               | 5        |
| 吉村洋     | 自由民主党・県民会議 | 4        |
| 外間雅広   | 自由民主党           | 5        |
| 田中愛国   | 自由民主党・県民会議 | 8        |
| 堤典子     | 改革21               | 2        |

### 衆議院
長崎県第4区
- 選挙区：長崎4区（佐世保市（早岐地域・三川内地域・宮の各支所管内を除く）、平戸市、松浦市、西海市、北松浦郡（佐々町））
- 投票日：2023年10月22日（北村誠吾の死去に伴う補欠選挙）
- 当日有権者数：243,185人
- 投票率：42.19％

| 当落 | 候補者名 | 年齢 | 所属党派   | 新旧別 | 得票数   |
| ---- | -------- | ---- | ---------- | ------ | -------- |
| 当   | 金子容三 | 40   | 自由民主党 | 新     | 53,915票 |
|      | 末次精一 | 60   | 立憲民主党 | 前     | 46,899票 |

長崎県第3区
- 選挙区：長崎3区（佐世保市（早岐地域・三川内地域・宮の各支所管内）、大村市、対馬市、壱岐市、五島市、東彼杵郡、北松浦郡（小値賀町）、南松浦郡）
- 投票日：2024年4月28日（谷川弥一の辞職に伴う補欠選挙）
- 当日有権者数：231,747人
- 投票率：35.45％

| 当落 | 候補者名   | 年齢 | 所属党派     | 新旧別 | 得票数   |
| ---- | ---------- | ---- | ------------ | ------ | -------- |
| 当   | 山田勝彦   | 44   | 立憲民主党   | 前     | 53,381票 |
|      | 井上翔一朗 | 40   | 日本維新の会 | 新     | 24,709票 |

## 産業

### 本社を置く主な企業
- アペル
- エレナ (スーパーマーケット)
- 九州テレ・コミュニケーションズ
- 西肥自動車
- 佐世保重工業
- 佐世保玉屋
- ジャパネットたかた - 大手通信販売会社。商品紹介番組の多くは本社内スタジオで製作している。
- 庄屋フードシステム
- 西日本流体技研 - 佐世保重工業の技術者らが独立して興したベンチャー企業。
- ハウステンボス
- 松葉屋 - スーパーマーケット「まつばや」を展開。本社は吉井町に所在。
- 山下医科器械
- 大和製菓
- 東海化成工業
- ぽると総本舗 - 白十字パーラーを前身とするエレナの完全子会社[20]。
- 前畑造船

### 佐世保市で創業された主な企業
- プレナス
- 鬼が島本舗（現 博多めんちゃんこ亭）
- ガンバリオン（ゲームソフト制作会社。現在の本社は福岡県福岡市。）

### かつて佐世保市にあった企業
- アルシスソフトウェア（ゲームソフト制作会社）

- 佐世保市交通局（旧佐世保市営バス運行会社）
- テクノソフト（ゲームソフト制作会社）
- 九娯貿易（ゲームメーカー）

### 漁業
マダイの漁獲量は2015年度は405トンで国内4位となった。
とらふぐの養殖収穫量は2014年度は673トンで国内2位となった。

### 工業
SSKの名で知られる佐世保重工業に代表される造船業を主幹産業とする。小佐々地区には食品エキス製造で国内最大手のアリアケジャパンの工場がある。

### 商業

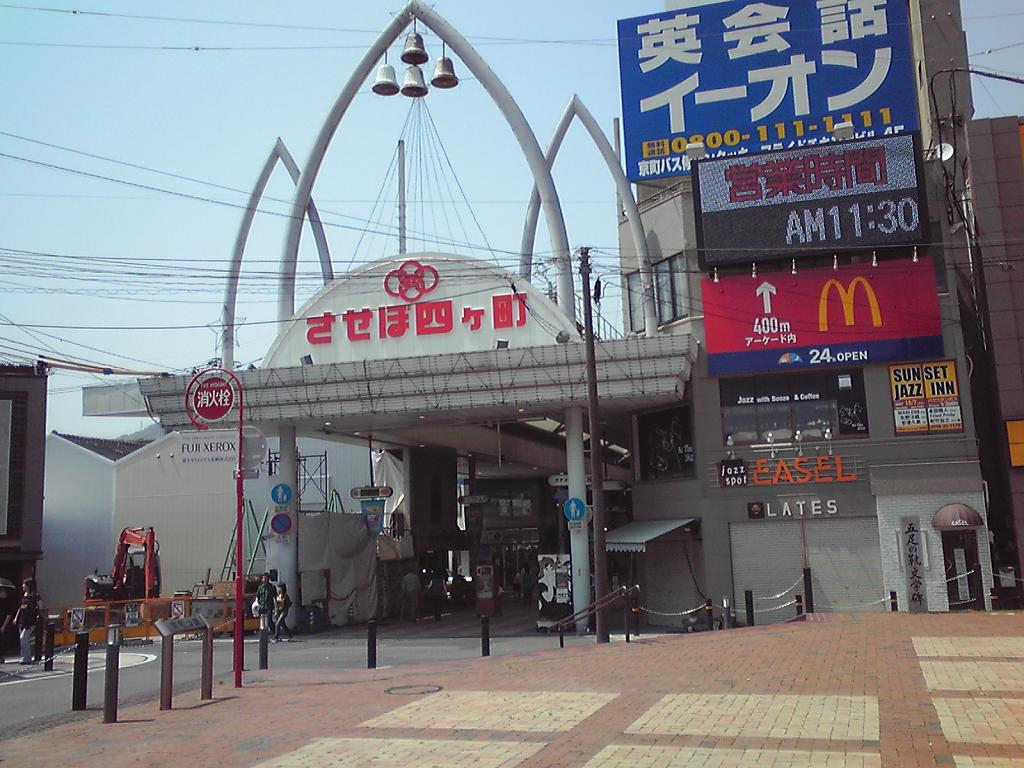
四ヶ町商店街（佐世保駅側入口）

直線距離では日本最長となる四ヶ町・三ヶ町アーケードは古くからある商店街では珍しく、現在でも市の中心地として栄えている。平日祝日を問わず沢山の人で賑わっており、20万人都市の中でも「日本一元気な商店街」と評され全国から商店街組合が視察に訪れているほどである。また、中心街をシャッター街化させないよう様々な取り組みを行っている地方都市としても知られており、商店街を含めた地域の活性化を図りYOSAKOIさせぼ祭りやきらきらフェスティバルを開催するなど、その動きは各所にみうけられる。
2001年に佐世保駅が高架駅として新しくなり、駅及び港（鯨瀬埠頭）周辺もフレスタSASEBOのような駅ビルやアルカスSASEBO（多目的ホール）ができるなど再開発が進んでいる。また、三ヶ町は2007年（平成19年)より再開発が進められ、現在は再開発が終了しアーケードの周辺にはマンションが建っている。

#### 主な商店街
- さるくシティ4○3
  - 四ヶ町商店街
  - 三ヶ町商店街
- 京町通り
- 戸尾市場
- 佐世保五番街

### 観光業
佐世保市の観光産業の中枢であったハウステンボスはバブル崩壊による観光客の減少の影響を大きく受け、更に初期の設備投資が莫大であったために借金の完済が困難となり、2003年に会社更生法を申請せざるを得なかったが、その後、新たなコンセプトをもとに復活の兆しが見えている。ほかに西海国立公園の九十九島、弓張岳なども重要な観光資源である。
なお、九十九島は「世界で最も美しい湾クラブ」（本部・フランス）に加盟認定（2018年4月20日）。
「観光」の節も参照

### 金融機関
太字は佐世保市に本店を置く金融機関を表す。
- 地方銀行
  - 十八親和銀行（営業部1、市内支店25、出張所2）、佐賀銀行、西日本シティ銀行、福岡銀行
- 第二地方銀行
  - 長崎銀行、佐賀共栄銀行
  - かつて九州銀行[注釈 4]も佐世保市に本店を置いていた。
- 信用金庫
  - 九州ひぜん信用金庫[注釈 5]（営業所1、市内支店6）。
- 信用組合
  - 西海みずき信用組合
- 労働金庫
  - 九州労働金庫
- 政府系金融機関
  - 商工組合中央金庫
  - 日本政策金融公庫
- 農協・漁協・生協
  - 農業協同組合（JAバンク） - ながさき西海農業協同組合（本店1、支店4）
  - 漁業協同組合（JFマリンバンク） - 佐世保市相浦漁業協同組合、九十九島漁業協同組合、宇久小値賀漁業協同組合
  - 全労済
- 郵便局（ゆうちょ銀行）- 佐世保店（佐世保郵便局内に併設） 下記の郵便局の節を参照。

### 郵便局

佐世保郵便局

集配局
- 佐世保郵便局（ゆうちょ銀行佐世保店併設）
- 日宇郵便局
- 早岐郵便局
- 三川内郵便局
- 針尾郵便局
- 俵ヶ浦郵便局
- 佐世保北郵便局
- 佐世保西郵便局

- 小佐々郵便局
- 江迎郵便局
- 鹿町郵便局
- 吉井郵便局
- 世知原郵便局
- 宇久平郵便局
- 宇久神浦郵便局

無集配局
- 佐世保相浦郵便局
- 佐世保赤崎郵便局
- 佐世保稲荷郵便局
- 佐世保今福郵便局
- 佐世保駅前郵便局
- 佐世保春日郵便局
- 佐世保勝富郵便局
- 佐世保黒髪郵便局
- 佐世保木場田郵便局

- 佐世保栄町郵便局
- 佐世保塩浜郵便局
- 佐世保十郎原郵便局
- 佐世保大塔郵便局
- 佐世保天神郵便局
- 佐世保花園郵便局
- 佐世保花高郵便局
- 佐世保浜田郵便局
- 佐世保日野郵便局

- 佐世保広田郵便局
- 佐世保船越郵便局
- 佐世保御船郵便局
- 佐世保宮田郵便局
- 佐世保矢峰郵便局
- 潮見郵便局
- 江上郵便局
- 南風崎郵便局

- 柚木郵便局
- 皆瀬郵便局
- 中里郵便局
- 黒島郵便局
- 楠泊郵便局
- 御橋郵便局
- 福井郵便局
- 猪調郵便局

簡易郵便局
- 佐世保大潟簡易郵便局
- 佐世保卸団地簡易郵便局
- 佐世保木風簡易郵便局
- 佐世保小島簡易郵便局
- 佐世保光町簡易郵便局
- 佐世保松瀬簡易郵便局
- 佐世保山祇簡易郵便局

- 佐世保矢岳簡易郵便局
- 佐世保大和簡易郵便局
- 東浜簡易郵便局
- 椿ヶ丘簡易郵便局
- 上原簡易郵便局
- 三川内山簡易郵便局
- 西海橋簡易郵便局

- 小佐世保簡易郵便局
- 瀬戸越簡易郵便局
- 長坂簡易郵便局
- 鹿子前簡易郵便局
- 太田簡易郵便局
- 黒石簡易郵便局
- 臼の浦簡易郵便局

- 矢岳簡易郵便局
- 高岩簡易郵便局
- 御堂簡易郵便局
- 船石簡易郵便局
- 大屋簡易郵便局
- 大加勢簡易郵便局
- 神林簡易郵便局

## 教育

### 大学
公立
- 長崎県立大学本部（佐世保校）

私立
- 長崎国際大学

### 短期大学
私立
- 長崎短期大学

### 高等専門学校
国立
- 佐世保工業高等専門学校

### 特別支援学校
- 長崎県立佐世保特別支援学校
- 長崎県立ろう学校佐世保分教室

### 高等学校

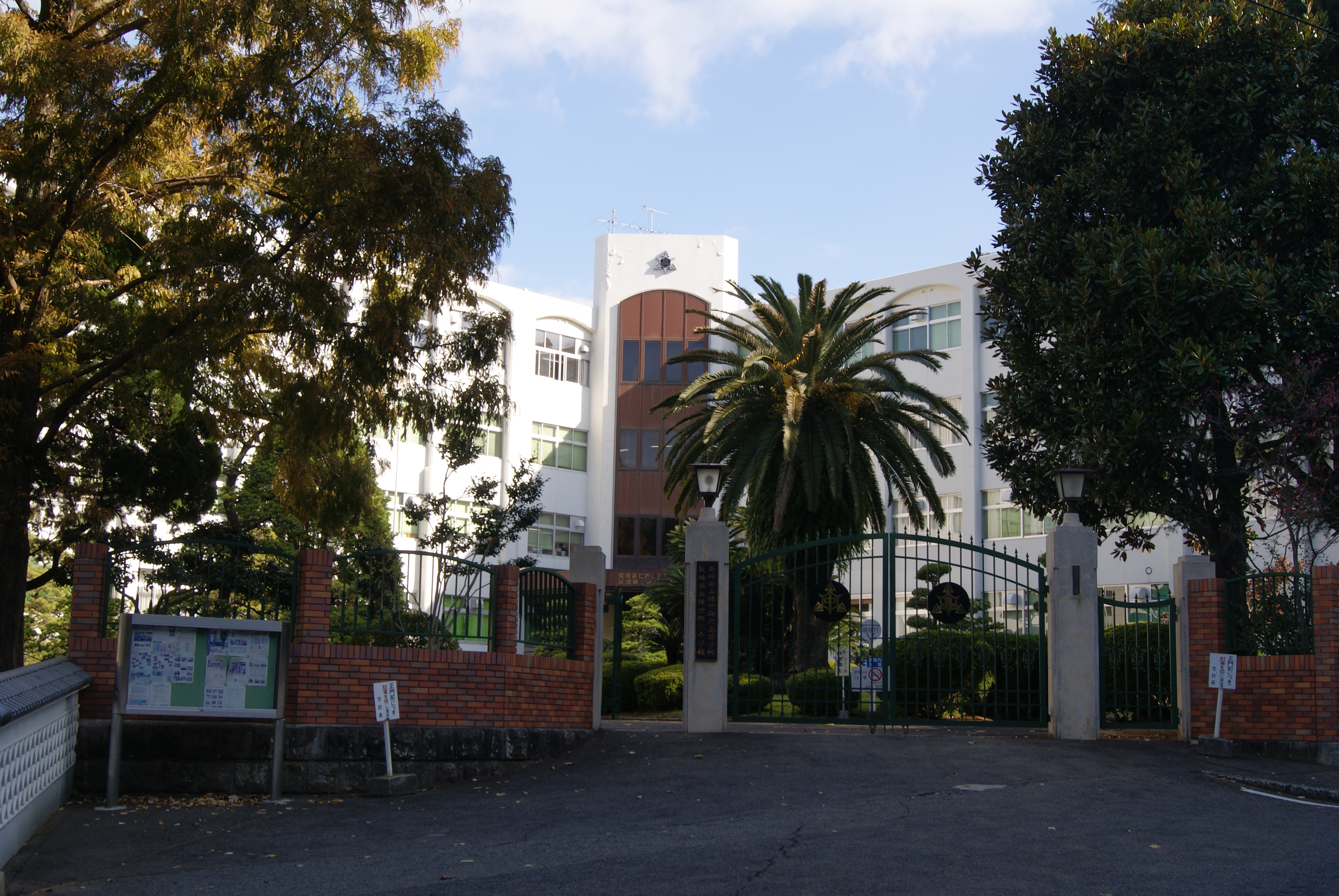
長崎県立佐世保北高等学校

県立
- 長崎県立佐世保北高等学校
- 長崎県立佐世保南高等学校
- 長崎県立佐世保西高等学校
- 長崎県立佐世保商業高等学校
- 長崎県立佐世保工業高等学校
- 長崎県立佐世保中央高等学校
- 長崎県立佐世保東翔高等学校
- 長崎県立鹿町工業高等学校
- 長崎県立宇久高等学校

私立
- 西海学園高等学校
- 聖和女子学院高等学校
- 佐世保実業高等学校
- 久田学園佐世保女子高等学校
- 九州文化学園高等学校

### 中学校
県立
- 長崎県立佐世保北中学校

市立
- 市立中学校は25校。佐世保市中学校一覧を参考。

私立
- 聖和女子学院中学校
- 九州文化学園中学校

### 小学校
市立
- 市立小学校は42校（うち分校3校）。佐世保市小学校一覧を参照。

私立
- 九州文化学園小学校

### 義務教育学校
市立
- 佐世保市立浅子小中学校（2018年設置、長崎県内では初）
- 佐世保市立黒島小中学校（同上）

## 交通

### 航空
最寄り空港は長崎空港。佐世保市内から空港へ直行する公共交通が存在する空港は長崎空港・福岡空港。
長崎空港へは西肥バスの特急バスと乗合ジャンボタクシー（9人乗り、予約制）が運行されている。
佐賀空港は佐世保市内からは長崎空港より遠く、直通する公共交通機関はない。
福岡空港には高速バス「させぼ号」の一部便が停車している。長崎空港への特急バスと所要時間や運賃に大差が無いことから、航空便数や運賃で有利な場合が多い福岡空港を利用する市民や観光客も多い。

### 鉄道

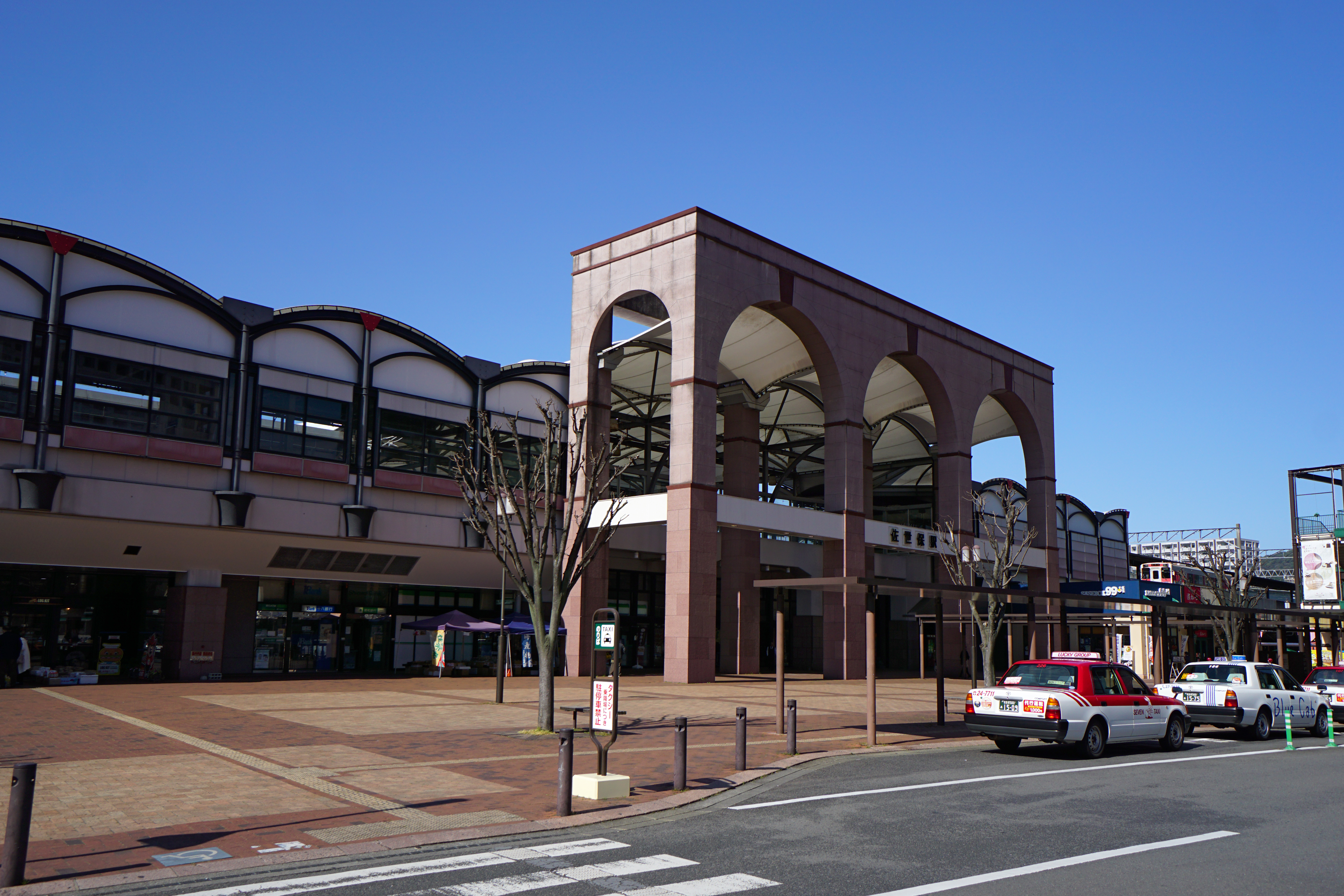
佐世保駅東口

#### 遠隔地との連絡
博多（福岡市）までの特急は「みどり」が毎時1本運行されている。同列車は早岐にて「ハウステンボス」と連結する場合もある。県庁所在地である長崎市へは、大村線経由の快速「シーサイドライナー」が運行されている（かつて2000年代前半に長崎との連絡特急「シーボルト」が運行されていたが、現在はこのシーサイドライナーに代わっている）。
かつては東海道・山陽本線を経由し東京や関西とを結ぶ夜行列車が運行されていたが、1999年11月に寝台特急「さくら」の佐世保発着が、翌2000年3月に寝台特急「あかつき」の佐世保発着が廃止されたことにより、本州へ直通する定期列車は全廃され、佐世保市内に発着する列車はすべて九州内のみの運行となっている。

#### 鉄道路線
- 九州旅客鉄道（JR九州）
  - 佐世保線: 三河内駅 - 早岐駅 - 大塔駅 - 日宇駅 - 佐世保駅
  - 大村線: 早岐駅 - ハウステンボス駅 - 南風崎駅
- 松浦鉄道
  - 西九州線: すえたちばな駅 - 江迎鹿町駅 - 高岩駅 - いのつき駅 - 潜竜ヶ滝駅 - 吉井駅 - （この間北松浦郡佐々町） - 真申駅 - 棚方駅 - 相浦駅 - 大学駅 - 上相浦駅 - 本山駅 - 中里駅 - 皆瀬駅 - 野中駅 - 左石駅 - 泉福寺駅 - 山の田駅 - 北佐世保駅 - 中佐世保駅 - 佐世保中央駅 - 佐世保駅

このほか1967年までは左石駅から分岐する柚木線があった（左石駅 - 肥前池野駅 - 柚木駅、線内全駅が佐世保市内）。

### バス

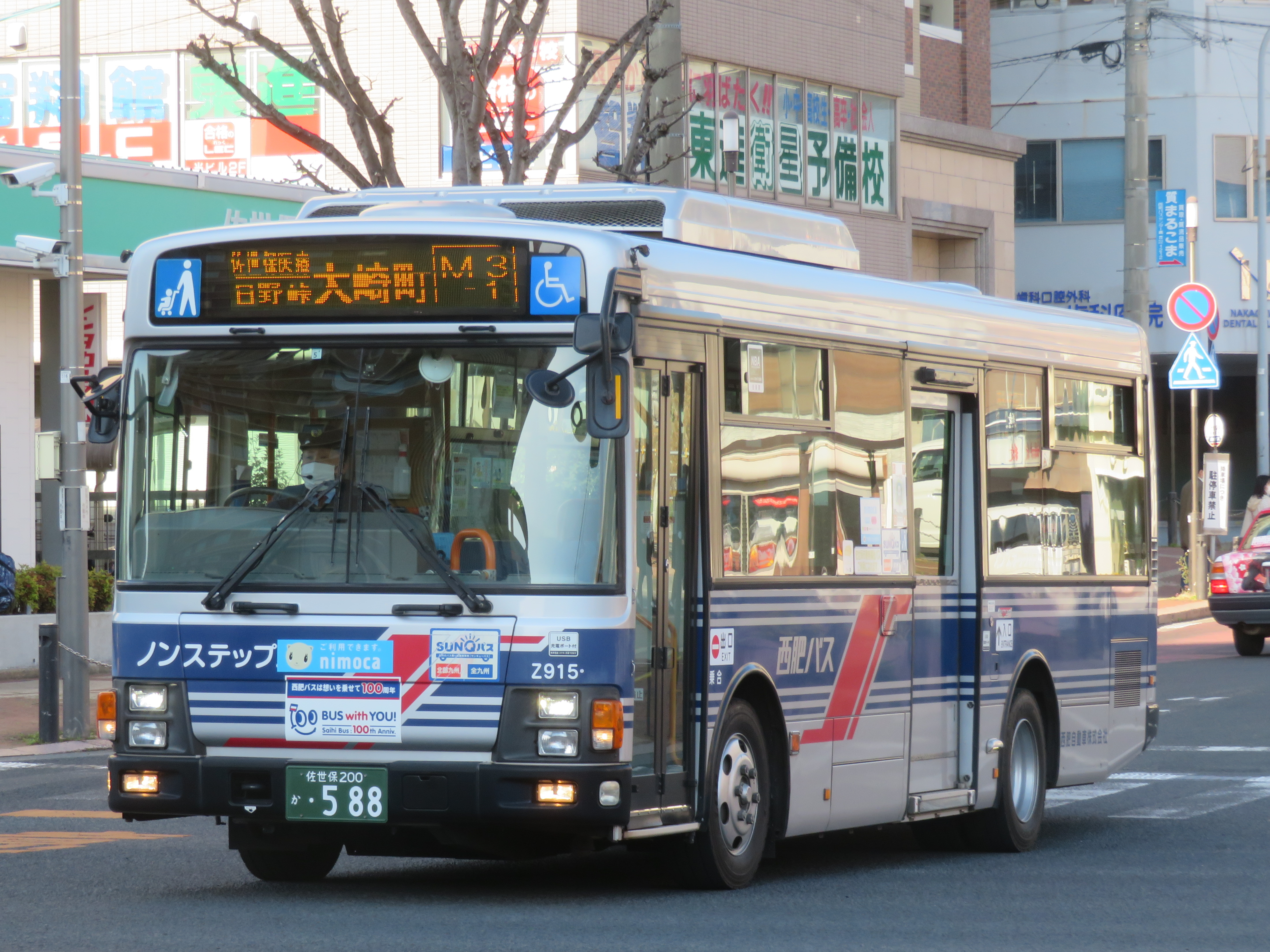
西肥自動車一般路線バス

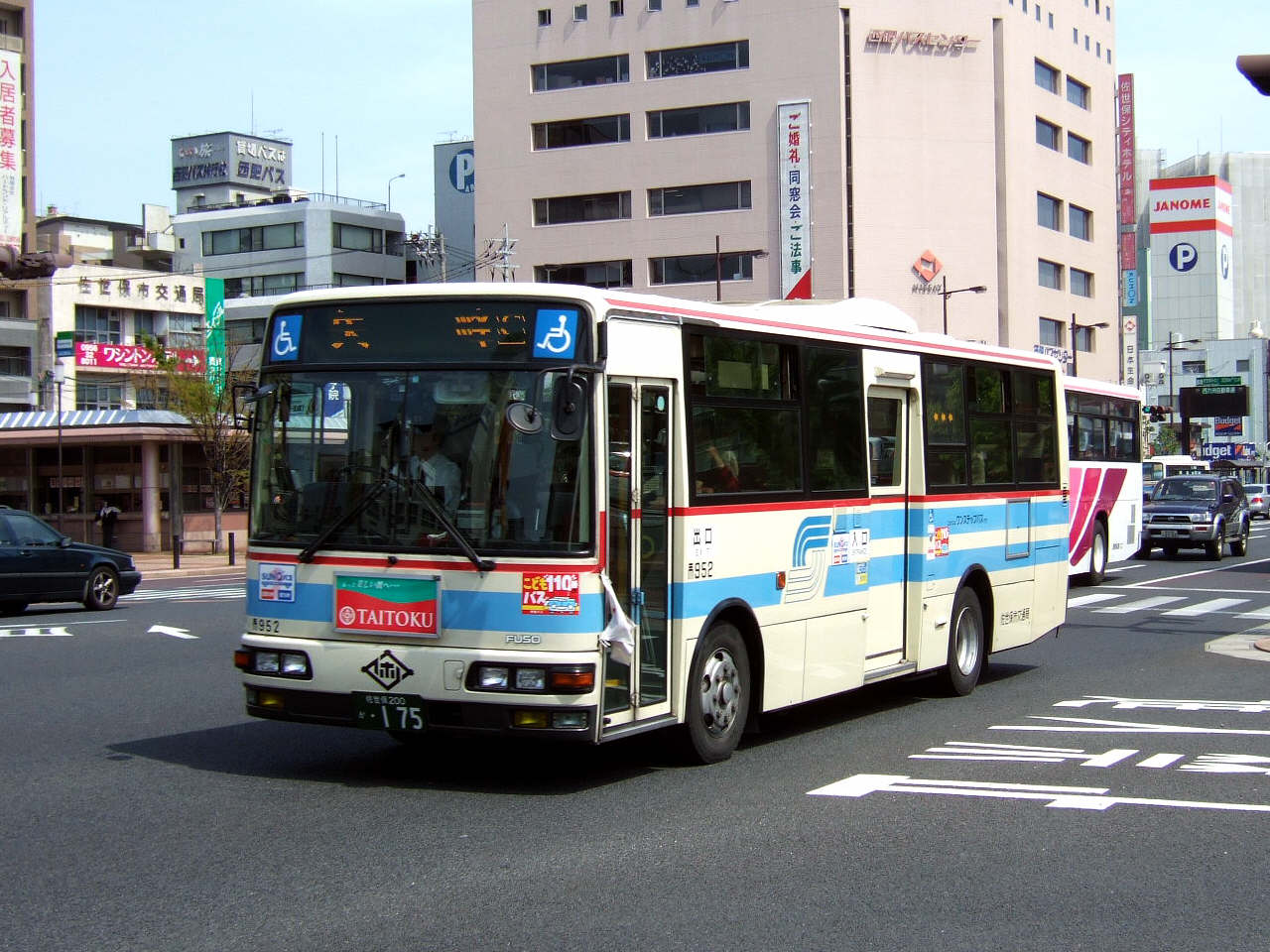
旧・佐世保市営バス

#### 高速バス
| 愛称名         | 運行会社                | 運行区間                                                                                  |
| -------------- | ----------------------- | ----------------------------------------------------------------------------------------- |
| させぼ号       | 西肥自動車 西日本鉄道   | 福岡市・福岡空港・筑紫野・高速基山 - 卸本町入口・佐世保BC・松浦町国際通り                 |
| （愛称名なし） | 西肥自動車 西日本鉄道   | 福岡市・福岡空港国際線・高速基山 - ハウステンボス                                         |
| （愛称名なし） | 西肥自動車 長崎県交通局 | 長崎市・諫早IC - 卸本町入口・日宇駅前・佐世保BC - 京町 - 島瀬町 - 松浦町国際通り - 佐々町 |
| ユタカライナー | ユタカ交通              | 京都市・大阪市・神戸市 - 佐世保駅みなと口 ※夜行                                           |

※新型コロナウイルスの影響で長期運休中の路線は記載せず

#### 一般路線バス
- 西肥自動車（西肥バス） - 佐世保市に本社を置き市内ほぼ全域（離島部を除く）に路線網を有するほか、佐世保市外では以下の各市町への路線がある。
  - 特急：佐々町 - 佐世保市 - ハウステンボス - 川棚町 - 彼杵町 - 新大村駅前 - 長崎空港
  - 半急行：佐世保市 - 佐々町 - 佐世保市旧吉井町 - 佐世保市旧江迎町 - 平戸市旧田平町 - 平戸市街地
  - 佐世保市 - 佐々町 - 佐世保市旧吉井町 - 松浦市
  - 佐世保市 - 川棚町
  - 佐世保市 - 波佐見町 - 嬉野市（嬉野温泉）
  - 佐世保市 - 有田町 - 伊万里市
  - 佐々町 - 佐世保市旧小佐々町 - 佐世保市旧鹿町町 - 佐世保市旧江迎町
- させぼバス - 旧佐世保市交通局の運行する路線を受託運行していたが、同局の廃止後一部の路線を西肥自動車の受託運行として引き継ぐ。戸尾山祗循環線、十郎原線、天神循環線、教育隊線、若葉循環線、木風線の各一部の便で自社運行も行っている。
- 宇久観光バス - 宇久島内の廃止代替バス。

1927年から佐世保市交通局（佐世保市営バス）が市内を運行していたが、2019年3月23日に廃止され、廃止時の残存路線は西肥自動車、させぼバスにそれぞれ譲渡された。

### タクシー
OKタクシー（旧：ユニオンタクシー）、キングタクシー、佐世保タクシー（ブルーキャブグループ）、佐世保観光タクシー、佐世保ラッキーグループ（ラッキー自動車、セブンタクシー）、城山タクシー、西部タクシー、長崎第一交通佐世保営業所（旧：エボシタクシー＋旧：三光タクシー）、MOTOMACHI TAXI GROUP（国際タクシー、天神タクシー、元町タクシー）、佐世保個人タクシー協同組合

### 道路

#### 高速道路
- 西九州自動車道（国土交通大臣指定に基づく高規格幹線道路（一般国道の自動車専用道路））
  - 佐世保三川内インターチェンジ（以下ICと略記） - 佐世保大塔IC - 佐世保みなとIC - 佐世保中央IC - 相浦中里IC

佐世保中央IC - 佐々IC間は無料区間。
佐世保みなとICは武雄JCT方面へのみ出入り可能。
- 西海パールライン有料道路（新西海橋を含む）
  - 江上IC - 針尾IC

#### 一般国道
- 国道35号
- 国道202号
- 国道204号
- 国道205号
- 国道384号
- 国道498号

#### 県道
主要地方道
- 長崎県道1号佐世保嬉野線
- 長崎県道11号佐世保日野松浦線
- 長崎県道18号佐々鹿町江迎線
- 長崎県道40号佐世保吉井松浦線
- 長崎県道53号柚木三川内線
- 長崎県道54号栗木吉井線

一般県道
- 長崎県道139号佐世保鹿町線
- 長崎県道141号ハウステンボス線
- 長崎県道142号重尾長畑線
- 長崎県道144号松浦江迎線
- 長崎県道147号臼ノ浦港線
- 長崎県道149号俵ヶ浦日野線
- 長崎県道151号佐世保世知原線
- 長崎県道160号宇久島循環線
- 長崎県道213号南風崎停車場指方線
- 長崎県道222号平瀬佐世保線
- 長崎県道227号志方江迎線
- 長崎県道228号御厨江迎線
- 長崎県道248号崎岡町早岐線
- 長崎県道258号平戸江迎線

### 港湾
- 佐世保港（重要港湾）
- 相浦港
  - 佐世保港、相浦港を発着する航路については（佐世保港#航路）を参照
- 宇久平港（宇久島）

## 観光

### 名所
- 九十九島

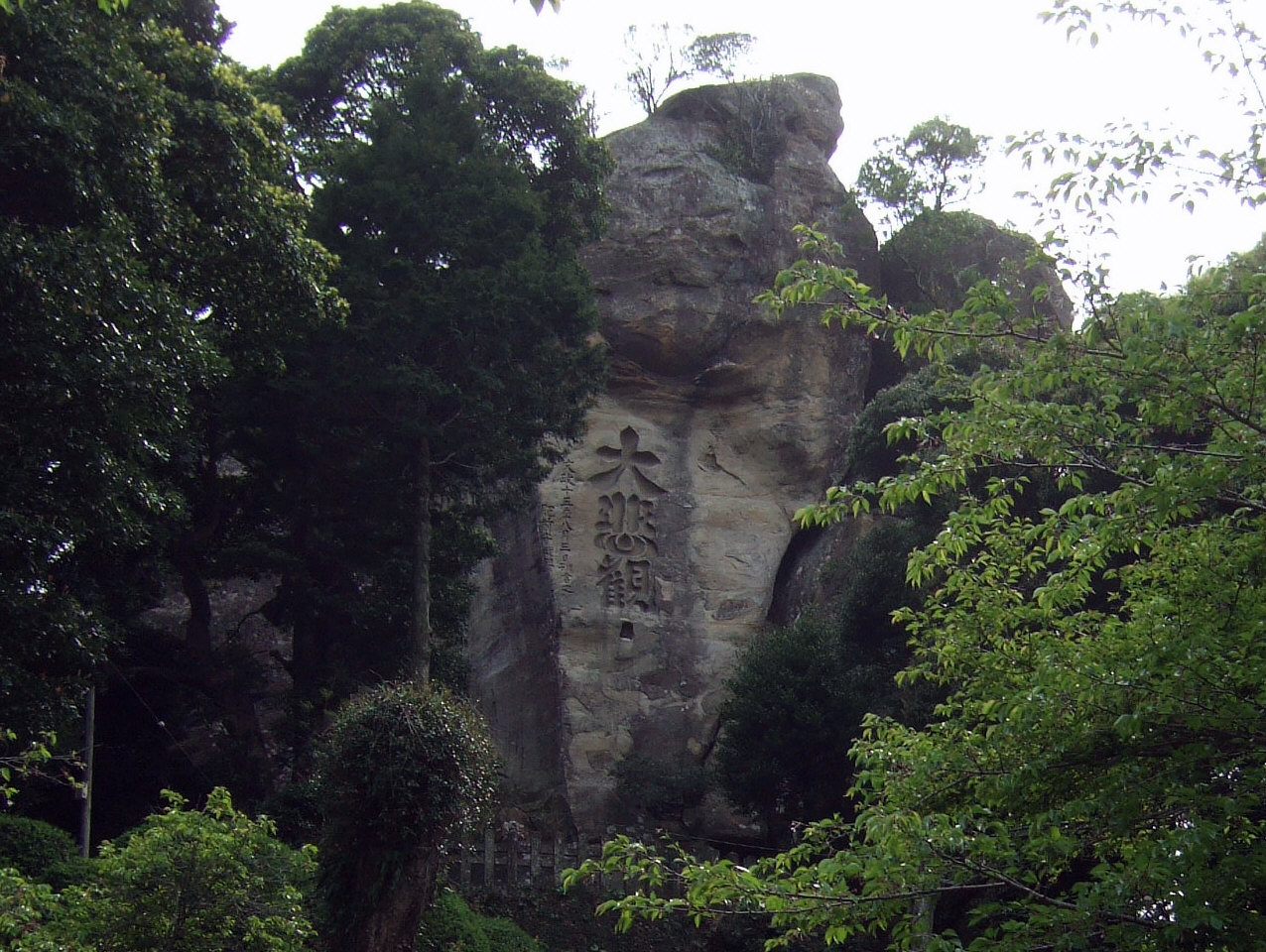
平戸八景（大悲観）

  - 九十九島観光公園 - 約4.7ヘクタールの芝生広場である「眺望の丘」がある[2]。
- 展海峰（菜の花とコスモスの名所）
- 弓張岳展望台・高角砲台跡地
- 西海橋・新西海橋（桜と観潮の名所）
- 亀山八幡宮（別表神社）
- 藤山神社（藤の名所）
- 福石観音（清岩寺）
- 東公園（海軍墓地、東山公園）
- 平戸八景
- 神崎鼻公園（日本本土最西端の碑）
- 長串山公園（ツツジの名所）

### 史跡

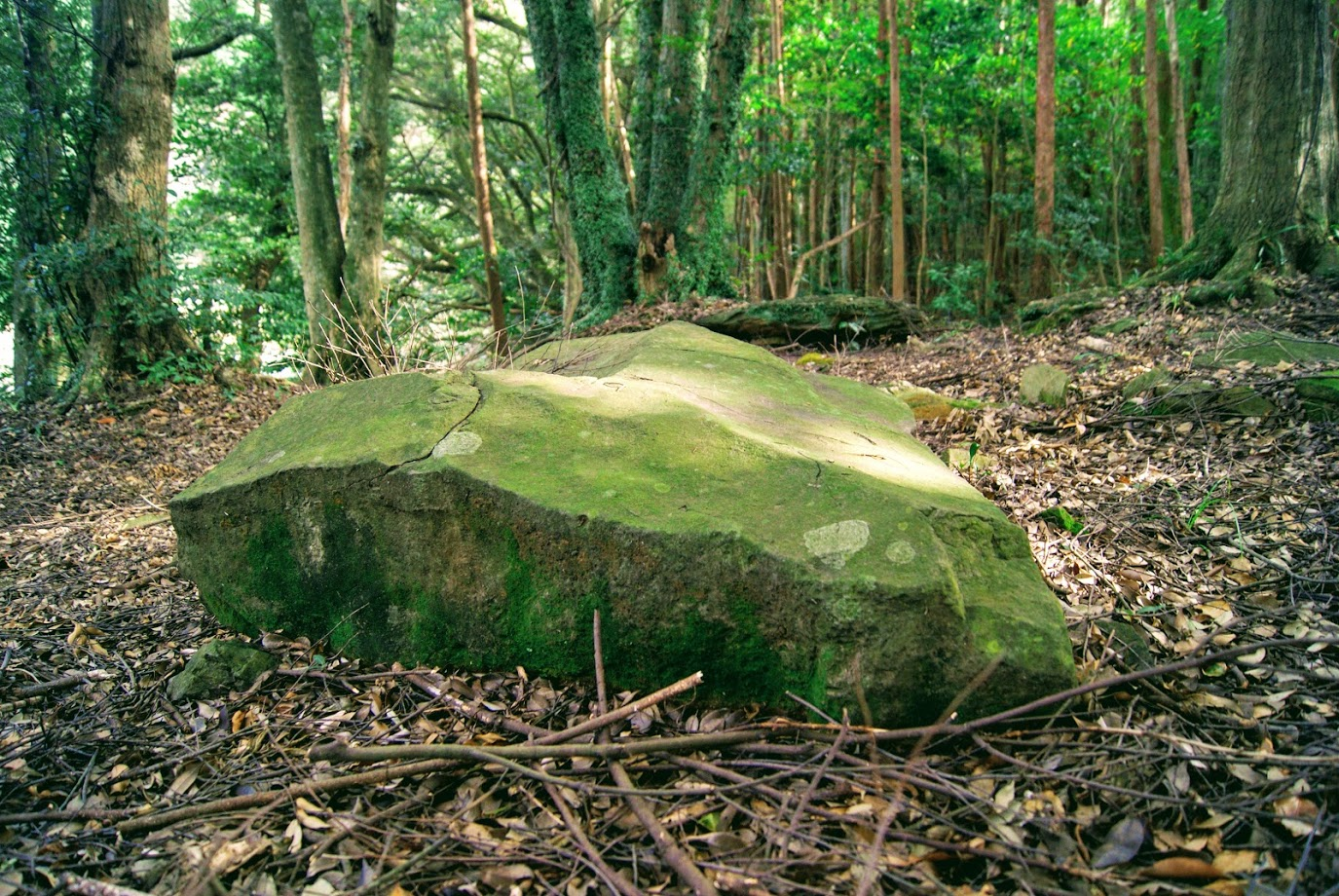
大野台支石墓群

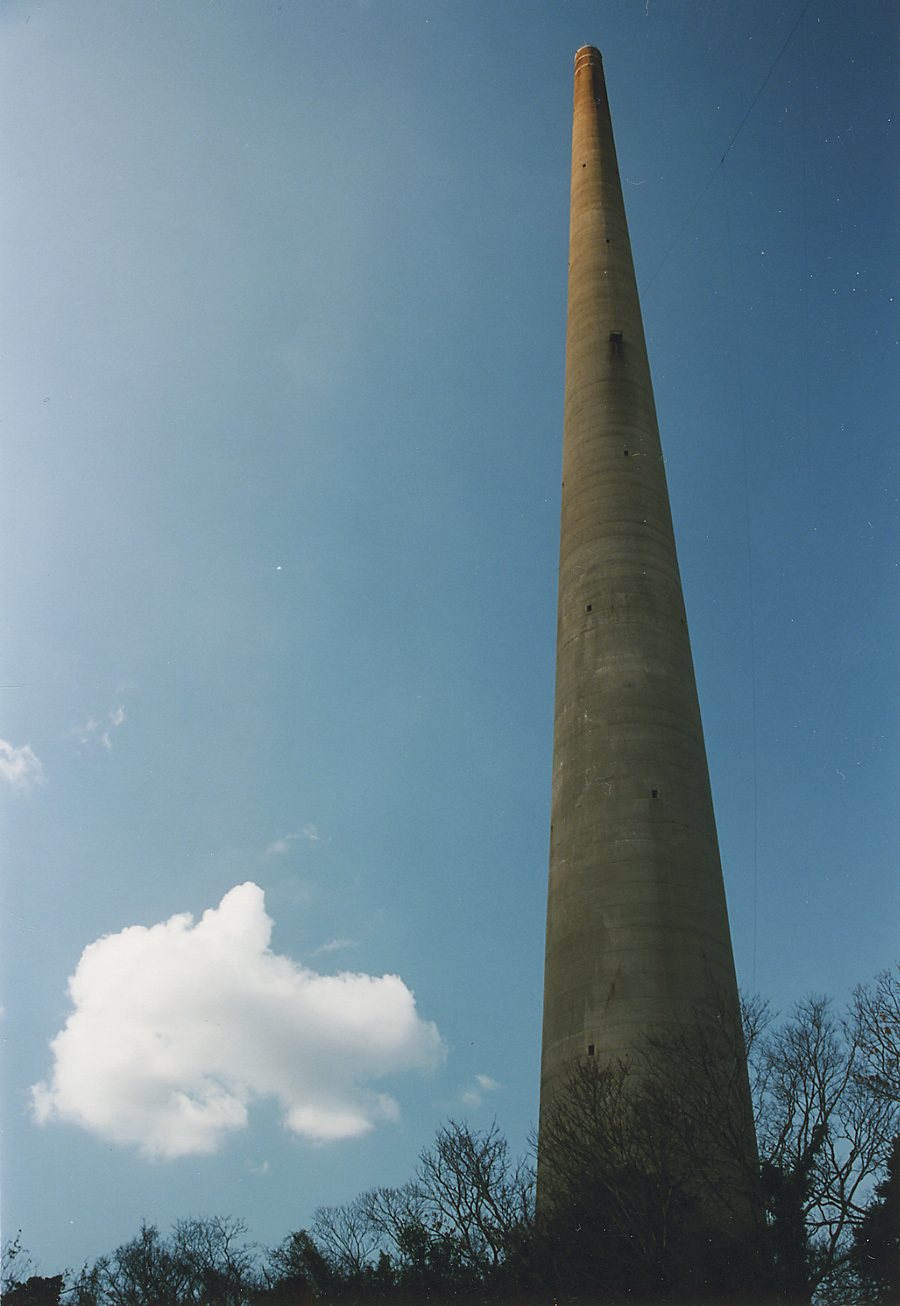
針尾送信所跡

黒曜石産地でもあることから、旧石器時代の遺跡が多数発見されている。特に重要視され、国や県レベルの重要な史跡として認知されているものに、世界最古の土器が出土した泉福寺洞窟、遺物による生活推定の探求を日本で初めて実施した岩下洞穴、細石器の製造法の編年基準となった福井洞窟が挙げられる。鹿町地区には支石墓が集中する大野台支石墓群がある。
弥生時代 の史跡としては、相浦川の下流から河口域にかけての平野部において、国道バイパス工事や高速道路建設にともない、四反田遺跡と門前遺跡が相次いで発見されている。また離島の高島では、原始時代の海上交易を物語る宮の本遺跡が発見されている。
古墳時代 の史跡としては、南部の宮地区・早岐地区・江上地区で、石棺に土盛を被せた小規模・質素な古墳が4箇所発見されている。最大の鬼塚古墳でも直径15m程度である。近くのテボ神古墳は、墳丘が破壊されて石棺が露出したもの。三島山古墳は盗掘痕があるが、のちに多数の石棺が追加され、墓所の中心として機能した。松ヶ崎古墳は発掘調査が行われておらず、今後の研究が待たれる。
中世の史跡はあまり残されていない。眼鏡岩の磨崖仏は空海が刻んだとする伝説があるが、実際には江戸時代の作品とされる。御橋観音と福石観音の本尊は行基の作という伝説があるが、行基が佐世保に来た史実はない。ほか、市内各地で末法思想のころに流行した経塚がいくつか発見されている。また西日本各地の石材で作られた仏塔も俵ヶ浦半島などで確認されている。
戦国時代 、市内には多くの城が築かれた。有力な土豪の居城としては、遠藤氏の鼻繰城、宇都宮氏の蓮輪館、針尾氏の小鯛城などが挙げられる。松浦党に属した領主の城としては、志佐氏の居城の直谷城、宗家松浦氏の居城の武辺城・大智庵城・飯盛城などがあり、特に平戸松浦氏と北松浦半島周辺の覇権を巡って激しい争いを繰り広げた宗家松浦氏の城は整備や発掘が比較的進んでいる。また、宗家松浦氏を降した後の平戸松浦氏による支配の時期に、大村純忠の北上に備えるために松浦鎮信が築城させた井手平城・広田城は、実際に両者の戦場となり、多数の戦跡・伝説が残されている。なお、市内の城は江戸幕府が定めた一国一城令によりすべて廃城とされた。
近世の遺産は比較的多い。平戸往還は多くの区間で生活道路となっており、早岐地区の石畳や鍵型町割り、脇崎一里塚の記念碑や左石の伝説、藩主の休泊に使われた江迎本陣跡など、現在も随所で往時を偲ぶことができる。また幕末に異国船が多数訪れるようになったため、佐世保でも高後崎に高後崎船番所が設置された。
農業の分野では、相浦川流域では溜池灌漑による棚田の整備、相浦川・佐世保川・日宇川の河口や早岐瀬戸沿岸では干拓事業が推進された。前者の例としては郷美谷池、後者の例としては大潟新田が大規模なものである。特に大潟新田の築堤や水門は竣工当時のものが現在も用いられている。また三川内焼初期の工房だった葭之本窯跡なども当時の遺構である。
当時の武士の暮らし向きを伝える史跡としては郡代役所の生垣や楠本端山旧宅がある。
明治時代に、佐世保鎮守府が築かれ、海軍の街として栄えた佐世保だけに、海軍や関連産業に関与した近代化遺産が多数存在する。
- 水道施設では、江戸時代の溜池を改修した岡本貯水池と水道管の減圧井、市内初のアースダム山の田水源地と浄水場、米軍捕虜を動員して改修させた相当ダムなどがある。
- 港湾施設では、平瀬地区・立神地区や干尽地区に散在する煉瓦造建築物が、現在も米軍・自衛隊・民間倉庫業者などの手によって維持管理・運営されている。
- 海軍針尾送信所、高後崎・牽牛崎など沿岸部に設置された陸軍重砲兵連隊の佐世保要塞砲台跡、弓張岳・烏帽子岳など周辺の山頂に設置された海軍高角砲砲台跡など、放棄された戦跡もいくつか現存する。
- 旧海軍佐世保鎮守府凱旋記念館や水交社、旧佐世保橋欄干など、海軍ゆかりの建築物は数多い。
- 早岐駅は県内の鉄道としては最初に九州鉄道の終点駅として開業し、その後も佐世保線と長崎本線（のち大村線）の分岐駅として重要視された。
- 世知原地区は炭鉱で栄えたため、煉瓦積み洋館の旧松浦炭坑事務所や、石炭を運ぶ馬車・牛車のために佐々川及びその支流などに多数設置された石積みアーチ橋が今も多く残されている。
- 黒島天主堂は信仰の島、黒島のシンボルでもある。2018年7月に長崎と天草地方の潜伏キリシタン関連遺産の構成資産「黒島の集落」の一部として世界遺産に登録された。
- 遊廓は、勝富遊郭や花園遊廓などが存在した[23]。

### テーマパーク・博物館
- ハウステンボス
- 九十九島パールシーリゾート

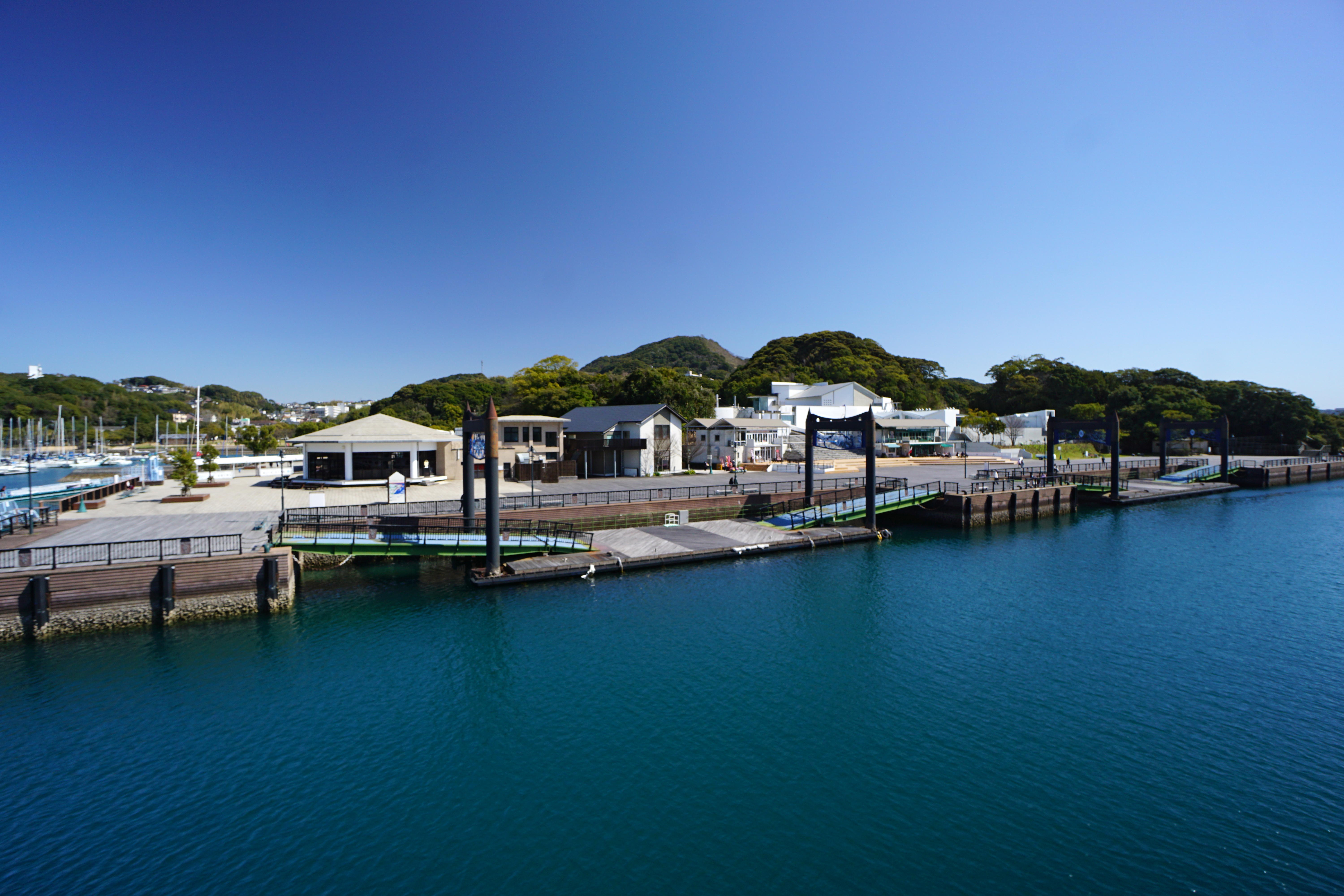
九十九島パールシーリゾート

  - 遊覧船未来（みらい）及びパールクイーンによる九十九島観光
- 西海国立公園九十九島動植物園（旧称：佐世保市亜熱帯動植物園）
- 海上自衛隊佐世保史料館（セイルタワー）
- 佐世保市博物館島瀬美術センター
- 三川内陶磁器文化センター
- 世知原炭鉱資料館（旧松浦炭坑事務所）
- 宇久島資料館

### レジャー
- 佐世保競輪場
- ウインズ佐世保
- 白浜海水浴場
- えぼし岳高原リゾートスポーツの里
- 長崎県立佐世保青少年の天地
- 長崎県立世知原少年自然の家

### 温泉
- 琴乃湯
- 世知原温泉
- 鹿町温泉

### イベント・祭事・催事
- 佐世保初売り（1月2日早朝）
- 朝市ぜんざい会（1月初旬）
- 小柳賞佐世保シティロードレース大会（1月中旬）
- 愛宕まつり（あたごさん市）（2月下旬）
- 肥前江迎繭玉まつり（3月上旬?4月上旬）
- 西海橋観潮会（4月上旬）
- 木場浮立（4月第1日曜日）
- 三川内焼「はまぜん祭り」（5月1日?5月5日）
- 早岐茶市（初市5月7日?9日、中市17日?19日、後市27日?29日、梅市6月7日?9日）
- 佐世保チャレンジカッターレース（7月下旬）
- させぼシーサイドフェスティバル（8月上旬）
- 福石観音千日祭（8月8日?10日）
- 精霊流し・万灯籠流し（8月15日）
- 江迎千灯籠まつり（8月23・24日）
- くにみ山麓音楽祭（不定期・概ね9月下旬）
- 三川内陶器市（10月上旬）
- YOSAKOIさせぼ祭り（10月下旬）
- 佐世保くんち（11月1日?3日）
- きらきらフェスティバル（11月下旬?12月下旬）
- 西海アメリカンフェスティバル (8月末)

### 名産品

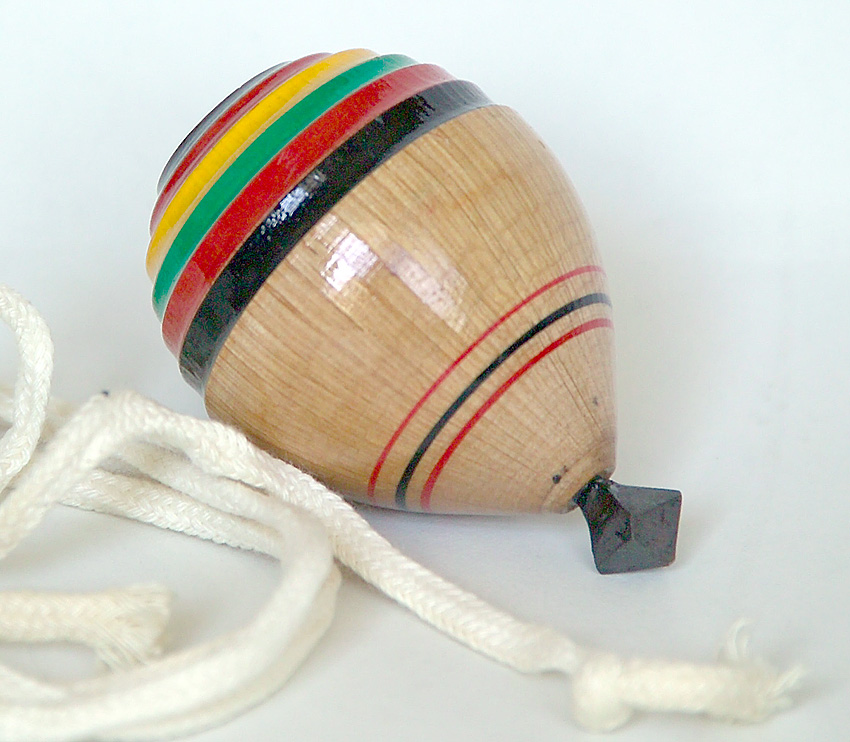
佐世保独楽

農産品・海産品
- 九十九島カキ
- 世知原茶（蒸製玉緑茶、世知原地区）
- いりこ

加工品
- 佐世保バーガー
- 九十九島せんぺい
- ぽると
- 鯛しゃぶ
- 海軍さんのビーフシチュー
- 入港ぜんざい
- レモンステーキ

伝統工芸品
- 三川内焼
- 佐世保独楽
- 願かけ牛

## 佐世保市出身の人物
★は故人

### 政治・行政・経済
- 石橋勇一（糸山銀行取締役）★
- 梅田春実（国土交通省鉄道局長、日本旅行業協会理事長）
- 江頭邦雄（味の素代表取締役社長、同会長、日本経済団体連合会副会長）★
- 香田哲朗（アカツキ共同創業者、同代表取締役CEO）
- 齋藤聡（海上幕僚長、自衛艦隊司令官）
- 自見英子（参議院議員、内閣府特命担当大臣、医師）
- 関潤（日産自動車副COO、日本電産最高執行責任者）
- 高山善司（ゼンリン社長）
- 鶴田浩久（国土交通省総合政策局長、国土交通省物流・自動車局長、同自動車局長、国土交通省大臣官房公共交通・物流政策審議官）[24]
- 中村弘海（衆議院議員、西肥自動車社長）：旧江迎町出身 ★
- 早川忠孝（衆議院議員、選挙区は埼玉県）
- 原田泳幸（日本マクドナルド株式会社代表取締役会長兼最高経営責任者（CEO）、株式会社えがお最高経営責任者（CEO）[25]）
- 福井崇郎（福岡県福津市長、元福津市議会議員）：旧宇久町出身
- 真島省三（衆議院議員、福岡県議会議員）
- 松田九郎（衆議院議員）: 旧江迎町出身 ★
- 松永真理（iモード開発者）
- 山口喜久一郎（第52代衆議院議長[26]、名誉市民）★
- 山野内勘二（駐カナダ大使、外務省経済局長、内閣総理大臣秘書官）
- 山本忠通（国際連合事務次長、国際連合事務総長特別代表）

### 学術
- 中尾充宏（数学者、九州大学名誉教授、早稲田大学教授、佐世保高専校長）
- 瀬野精一郎（歴史学者、早稲田大学名誉教授）★
- 吉富重夫（政治学者、大阪市立大学名誉教授）★

### 芸術
- 神山清子：陶芸家（映画「火火」、NHK朝ドラ「スカーレット」のモデル）滋賀県蒲生郡日野町育ち★

### 俳優
- 足立梨花：三重県菰野町育ち
- いしだあゆみ：大阪府池田市育ち★
- 伊藤英明：岐阜県岐阜市育ち
- 岩永徹也
- 岡本麗：福岡県飯塚市育ち
- 早霧せいな：元宝塚歌劇団雪組トップスター
- 白川和子[27]
- 神保美喜[28]
- 田川隼嗣：在住
- 谷隼人
- 山岡厚子

### 声優
- 桑原由気
- 吉田愛理
- 宝亀克寿

### 歌手
- 小林正樹（内山田洋とクール・ファイブ）
- 古賀力★
- 三枝純子
- じまんぐ
- 末吉秀太（AAA）
- たいらいさお
- 平浩二
- TAKAHIRO：山口県下関市生まれ
- 前川清
- 諸岡ケンジ
- 田頭信幸
- 野田淳子

### モデル
- 石田ニコル：山口県岩国市育ち

### タレント
- 青山ひかる
- 田島都
- 寿一実（九州新喜劇・座長）★

### アイドル
- 岩崎舞
- 竹輪春奈

- 立石沙千加AI-SACHI及びEriko with Crunchの元メンバー

- 田島芽瑠（HKT48）[29]：小学校低学年以降は福岡市育ち

### 作家
- えのもとぐりむ
- 神尾正武
- 佐藤正午
- 桑原譲太郎（1958～2010）★
- 村上龍（芥川賞作家）
- 中村ケイジ
- 田中康弘（ノンフィクション）
- 新井悦子(童話作家)

### 漫画家
- 久保ミツロウ
- 新條まゆ：旧江迎町出身
- 高井研一郎★
- 椿あす
- 巻来功士
- よしむらなつき
- 小玉ユキ

### マスコミ
- 岩井健浩（TBS情報制作局プロデューサー）
- 佐藤利恵（元長崎放送アナウンサー）
- 菅賢治（元日本テレビチーフプロデューサー）
- 千北英倫子（元長崎国際テレビアナウンサー）
- 中島彩（長崎国際テレビアナウンサー）
- 中村信子（ベトナムの声放送局元アナウンサー）[30]★
- 本野大輔（読売テレビアナウンサー）

### その他
- 佐田茉莉子（AV女優）
- 倉橋大賀（AV男優）
- 笹口淳（画家）
- 省吾（ポカスカジャン、お笑い）
- スーパー3助（にゃんこスター、お笑い）
- 徳田真寿（三角形にこだわった「天下の奇人」）：旧江迎町出身（1867～1944）★
- 小川慶太（音楽家、ドラマー、パーカッショニスト）
- 東和男（将棋棋士）
- 花田千草（松千、歌手グループ）
- BUCCI（ET-KING、ヒップホップグループ）
- 濱洋一（作詞家、作曲家、編曲家、写真家、映像作家、音楽プロデューサー）
- 深浦康市（将棋棋士）
- 松本健太（松千、歌手グループ）
- 三浦太郎（フレンズ、HOLIDAYS OF SEVENTEEN、歌手グループ）
- 溝上知親（囲碁棋士）
- 宮本エリアナ（2015年ミス・ユニバース・ジャパン）
- 椋尾篁（アニメーション美術監督）（1938～1992）★
- 平尾由希（元NHK契約キャスター、料理研究家）
- 山崎朋子（ノンフィクション作家）★
- 山田健登（10神ACTOR）
- みく（アンティック-珈琲店-Lc5）
- 三遊亭らっ好（落語家）
- くぼてんき（気象予報士）
- 瑞原明奈（プロ雀士）
- ななみなな（ものまねタレント）
- 田頭信幸（歌手、キャッシュボックスではボーカルのELLE、後に俳優）
- 吉葉龍志郎（アニメーション作家、映像作家、ディレクター）
- 松尾晴美（ドッグトレーナー）

### 法曹
- 竹下重人（弁護士） - 女優竹下景子の父。★

### スポーツ

#### サッカー
- 毎熊晟矢（セレッソ大阪所属）

#### バレーボール
- 北島武（バレーボール選手・堺ブレイザーズ所属）
- 古賀幸一郎（バレーボール選手・豊田合成トレフェルサ所属）
- 永野健（バレーボール選手・パナソニック・パンサーズ所属）

#### 水泳
- 田中聡子（元競泳選手・八幡製鐵出身）

#### 野球
- 白武佳久（元プロ野球選手・広島東洋カープ）
- 村田善則（元プロ野球選手・読売ジャイアンツ）
- 城島健司（元プロ野球選手・シアトル・マリナーズ）
- 田中敬人（元プロ野球選手・広島東洋カープ）
- 川島慶三（元プロ野球選手・東北楽天ゴールデンイーグルス所属）
- 古川秀一（元プロ野球選手・オリックス・バファローズ所属）
- 今村猛  （元プロ野球選手・広島東洋カープ）
- 野元浩輝（元プロ野球選手・東北楽天ゴールデンイーグルス所属）
- 古賀豪紀（元プロ野球選手・オリックス・ブルーウェーブ、佐世保市議会議員）
- 中村稔弥（プロ野球選手・千葉ロッテマリーンズ所属）
- 柏木寿志（元野球選手・徳島インディゴソックス所属）

#### ソフトボール
- 藤田倭（東京オリンピック2021 金メダリスト、出生は大阪府）

#### 競馬
- 白浜雄造（日本中央競馬会騎手）

#### 競輪
- 木庭賢也（元競輪選手、現競輪評論家）
- 豊岡弘（元競輪選手、ソウルオリンピック代表。現高等学校保健体育教諭）

#### ボクシング
- 黒木健孝（プロボクシング日本ミニマム級チャンピオン）

#### バスケットボール
- 大野慎子（バスケットボール選手）

#### 柔道
- 深見利佐子（柔道家、2018年アジア大会52kg級銅メダル、タイ代表）[31]

#### プロレス
- KAORU（プロレスラー）
- セニョール・ロペス（レアル・ルチャ・リブレMC）

#### 総合格闘技
- 堀江圭功（総合格闘家）

### 架空の人物
- 角松洋介 - 漫画「ジパング」の主人公。
- 月岡恋鐘 - ゲーム『アイドルマスター シャイニーカラーズ』の登場人物。

### 出身ではないが縁のある有名人
- 青野浩志（実業家）大分フットボールクラブ（Jリーグ大分トリニータ運営会社）元代表取締役。長崎県立大学卒。
- 足立梨花（女優）佐世保市生まれ。小学1年生で三重県三重郡菰野町へ引っ越す。
- 荒木眞衣子（テーブルコーディネーター・歌手）幼少期から母方の佐世保に馴染みがあり、ジャズシンガーとして活動。
- 石橋政嗣（政治家）台湾生まれ。佐世保市を含む旧長崎2区選出の元衆議院議員。第9代日本社会党委員長。
- 井上光晴（作家）久留米市出身。青年期を佐世保で過ごし、後に市内に「文学伝習所」を開いた。
- 井上昌己（競輪選手）長崎市出身。ホームバンクが佐世保競輪場。
- 植田茂（高知銀行代表取締役）長崎県立大学卒。
- エドワード・G・サイデンステッカー（日本学者）アメリカ・コロラド州出身。終戦直後の佐世保に占領軍将校として赴任した。
- 北村徳太郎（政治家）京都出身。親和銀行頭取から政界入りし芦田内閣で大蔵大臣。名誉市民。
- 香田勲男（元プロ野球選手・現プロ野球コーチ・阪神タイガース所属）東彼杵郡東彼杵町出身。佐世保工業高校在学中に全国高等学校野球選手権大会に出場した。
- 国生さゆり（タレント・元おニャン子クラブ）鹿児島県鹿屋市出身。幼少期を佐世保で過ごす（父親は自衛隊員）。
- 小柳早見（長距離走者、元日本記録保持者）佐賀県出身。市内で働きながら長距離走者として活躍した。
- 西城秀樹（歌手）メジャーデビュー前に佐世保にある外人シャズバーにてドラム演奏して生計を立てていた。★
- 齋藤眞一（南日本銀行代表取締役）長崎県立大学卒。
- 坂田重保（銀行家）佐賀県出身。親和銀行頭取及び佐世保商工会議所会頭を務めた。名誉市民。
- 下村脩（生物学者、2008年ノーベル化学賞受賞者）京都府福知山市生まれ。旧制中学生時代初期を佐世保で過ごした。名誉市民。
- 下村彌一（東亜国内航空会長）諫早市出身。孫に坂本龍一。
- 白石一郎（作家）釜山出身。佐世保で育ち佐世保北高校卒業。
- 髙田明（実業家）平戸市出身。「ジャパネットたかた」の本社を佐世保市に設立。
- 田中穂積（作曲家・海軍軍人）『美しき天然』の作曲者。氏の銅像が市内展海峰にある。
- 坪内寿夫（実業家）元佐世保重工業社長。
- 團伊玖磨（作曲家）「合唱と管弦楽による『西海讃歌』」の作曲者。佐世保市内の弓張岳展望台には歌碑がある。
- 藤井フミヤ（シンガーソングライター、チェッカーズ元メンバー）出身地は福岡県久留米市。地元の公立高校を卒業後、早岐駅に勤務していた。
- 深沢晟雄（岩手県和賀郡沢内村元村長）元佐世保重工業従業員。
- 藤岡洋（ミュージシャン・音楽プロデューサー）幼少期を佐世保で過ごす。
- 藤澤雅敏（元ソニーヨーロッパ副社長）長崎県立大学卒。
- 三留理男（ジャーナリスト）佐世保で幼少期を過ごした。
- 吉田絃二郎（作家）佐賀県出身。幼時に佐世保へ転じ、高等小学校卒業まで過ごした。佐世保市歌校訂者。

### 佐世保を訪れた外国人タレント・グループ
- サバイバー - ニミッツパーク内ライブ
- マイケル・ジャクソン - ハウステンボス内を観光
- ジャネット・ジャクソン - ハウステンボス内ライブ
- スティーヴ・ルカサー - ニミッツパーク内ライブ
- ジョー・リン・ターナー - ニミッツパーク内ライブ
- グレン・ヒューズ - ニミッツパーク内ライブ
- ジョン・ウェットン - ニミッツパーク内ライブ（1999年）
- 3ドアーズ・ダウン - フリートフィットネスコンプレッスクジムニージアム内ライブ（2016年）
- アンクルクラッカー - ニミッツパーク内ライブ（2016年）
- エルシー・ロックス - ニミッツパーク内ライブ（2018年）
- ヒップホップフーレイ - ニミッツパーク内ライブ（2018年）
- アンコール - ニミッツパーク内ライブ（2018年）
- トゥイスティッド スロットル - ニミッツパーク内ライブ（2018年）

## 佐世保市を舞台とした作品
ロケーションのみが行われた作品も含む。

### テレビドラマ
- 太陽にほえろ!（佐世保編）
- 電撃戦隊チェンジマン
- あぶない刑事（佐世保編）
- てるてる家族（NHK朝の連続テレビ小説）
- 富豪刑事 - ハウステンボスでロケを敢行。
- HOTEL - ハウステンボスでロケを敢行。1993年
- 逃げる女 - NHK 土曜ドラマ 2016年
- 君が心をくれたから - 2024年。九十九島観光公園、ハウステンボス、西海橋が登場する[32]。

### その他のテレビ番組
- Run for money 逃走中 - 第6回と第14回ではハウステンボスが舞台となる。

### 小説
- 永遠の1/2（佐藤正午）
- 虚構のクレーン（井上光晴）
- させぼ西海橋殺人事件（中津文彦）
- ジャンプ（佐藤正午）
- 69 sixty nine（村上龍)
- 童貞物語（佐藤正午）
- はじめての夜 ２度目の夜 最後の夜（村上龍)

### 映画
- 永遠の1/2[33]
- こはく[34]
- この子を残して - 旧針尾工業団地でロケ。
- 坂道のアポロン - 長崎県立佐世保北高等学校、亀山八幡宮、旧佐世保市立花園中学校[35]など市内でロケを敢行[36]。
- ザ・マジックアワー - 三谷幸喜監督作品。
- 69 sixty nine - 上記小説の映画化。
- 空の大怪獣ラドン - 当時の佐世保駅周辺や西海橋が登場。西海橋付近はジオラマでも登場した。
- 地の群れ（熊井啓監督、井上光晴原作）
- 釣りバカ日誌16 浜崎は今日もダメだった♪♪
- ミンボーの女 - ハウステンボスでロケを敢行。
- 笑う大天使 - ハウステンボスでロケを敢行。
- ラストサムライ  - 冒頭の日本を紹介するシーンに石岳展望台より撮影された九十九島の夕焼けが登場する。

### 音楽
- 美しき天然
- 佐世保（さだまさし） - アルバム『季節の栖』（1999/6/23発売）収録曲。作詞はLe Coupleの藤田恵美。
- 佐世保（Le Couple） - アルバム『10年物語』（2004/7/22発売）収録曲。さだのカヴァー。
- SA-SE-BO（クリスタルキング） - セカンドアルバム『LOCUS』（1980年発売）収録曲（1996年にCD化）。
- 佐世保名物（藤原和歌子） - 作詞：松田武幸・作曲：油井章 2014/1/10発売。
- 愛・佐世保（平浩二） - 平浩二自身の45周年記念盤。2015/5/13リリース。

### アニメ・漫画
- 「艦これ」いつかあの海で - 佐世保鎮守府が舞台の一つとなる。
- 機動戦艦ナデシコ - 第1話の舞台。登場するネルガル重工は佐世保重工業と弓張岳展望台がモデル。
- きみの色 - 旧海軍佐世保鎮守府凱旋記念館、黒島天主堂が登場する[37]。
- ゲド戦記 (映画) - 九十九島をモデルとしたとされる風景が登場する[要出典]。
- 御意見無用っ!! - 佐世保市鹿子前町が舞台。作者は同町出身。
- 坂道のアポロン - 1960年代後半の佐世保市が舞台[38]。
- ジパング - 主人公の角松洋介は佐世保出身として紹介されている。
- スーパーロボット大戦OG -ディバイン・ウォーズ- - ミサイルが打ち込まれ、破壊された。
- センチメンタルジャーニー（アニメ） - 第一話でヒロインの遠藤晶がバイオリンを西海橋から針尾瀬戸に投げ捨てる。
- 沈黙の艦隊 - 物語の軸となる原子力潜水艦やまとが佐世保重工業を彷彿とさせる河島重工造船所で建造され、出港する。
- トッキュー!! - 物語前半、佐世保市が舞台。
- ブレイブウィッチーズ - 主人公の雁淵ひかりと姉孝美の出身地。ひかりは佐世保航空予備学校2年に在学していた。
- ブレンパワード - 物語中、幾度となく舞台として登場する。
- 名探偵コナン（アニメ） - 1時間スペシャル「ハウステンボスの花嫁」の舞台。
- モテキ - 下関が舞台として作品では設定されているが、風景には佐世保の眼鏡岩などが描かれている。作者は佐世保出身。

### ゲーム
- Another Century's Episode - ステージのひとつ。表記はサセボ。
- 風の丘公園にて - 佐世保市内でゲーム制作事業を展開していたテクノソフトによるビジュアルノベル。作中で西海学園高等学校と思わしき学校が登場する。

### 舞台
- 羽世保スウィングボーイズ[39] - 博多華丸が主演の佐世保をモチーフとした舞台。